# الملاحقة الفيدرالية لدونالد ترامب (قضية عرقلة الانتخابات)
الولايات المتحدة الأمريكية ضد دونالد ج. ترمب، كانت قضية جنائية اتحادية ضد دونالد ترمب، الرئيس السابق للولايات المتحدة من عام 2017 إلى عام 2021 والرئيس المنتخب، تتعلق بمزاعم مشاركته في محاولات إلغاء انتخابات الرئاسة الأمريكية لعام 2020، بما في ذلك تورطه في هجوم الكابيتول في 6 يناير.
ترمب دافع عن براءته من تهمة محاولة إلغاء نتائج الانتخابات من خلال مؤامرة تم فيها إنشاء ناخبين مزيفين في الولايات المؤيدة لترمب. كما ضغط ترمب على نائب الرئيس آنذاك مايك بنس لاحتساب الناخبين المزيفين بدلاً من الناخبين المعتمدين من قبل حكومات الولايات. فتحت وزارة العدل تحقيقًا في يناير 2022 بشأن هذه المؤامرة، ووسعته ليشمل أحداث 6 يناير. وفي نوفمبر 2022، عين النائب العام ميريك غارلاند جاك سميث لقيادة تحقيق خاص يغطي التحقيقات المتعلقة بمحاولات إلغاء الانتخابات وتعامل ترمب مع وثائق الحكومة.
في 1 أغسطس 2023، أصدرت هيئة محلفين كبرى لائحة اتهام ضد ترمب في محكمة مقاطعة كولومبيا الاتحادية بتهم أربع تتعلق بسلوكه بعد انتخابات الرئاسة لعام 2020 وحتى هجوم الكابيتول في 6 يناير: التآمر لخداع الولايات المتحدة بموجب الباب 18 من قانون الولايات المتحدة، وعرقلة إجراء رسمي والتآمر لعرقلة إجراء رسمي بموجب قانون ساربينز أوكسلي لعام 2002، والتآمر ضد الحقوق بموجب قانون الإنفاذ لعام 1870. ذكرت لائحة الاتهام ستة متآمرين غير مسمىين. وهي لائحة الاتهام الثالثة ضد ترمب، والأولى ضد رئيس أمريكي سابق تتعلق بأفعال ارتكبها أثناء فترة ولايته. ظهر ترمب في جلسة استماع في 3 أغسطس، حيث دافع عن براءته. التهمة التي تحمل أقصى عقوبة قد تصل إلى 20 سنة سجن.
في 2 فبراير 2024، قالت القاضية تانيا تشوتكان إنها لن تحدد موعدًا للمحاكمة حتى تقرر محكمة الاستئناف في دائرة كولومبيا ما إذا كان ترمب يتمتع بالحصانة من الملاحقة القضائية. بعد أن حكمت المحكمة بالإجماع بأن ترمب ليس محصنًا، استأنف ترمب أمام المحكمة العليا الأمريكية، والتي حكمت في 1 يوليو بأن الرؤساء السابقين يتمتعون ببعض الحصانة من الملاحقة الجنائية فيما يتعلق بأفعالهم الرسمية أثناء فترة رئاستهم. ونتيجة لذلك، أصدر المستشار الخاص في 27 أغسطس لائحة اتهام جديدة احتفظت بنفس التهم الأربع ولكنها حذفت بعض الادعاءات المحددة.
بعد فوز ترمب في الانتخابات في نوفمبر 2024، قدم جاك سميث طلبًا لإسقاط القضية دون إضرار، مستشهدًا بسياسة وزارة العدل بعدم ملاحقة الرؤساء الحاليين قضائيًا. وفي 25 نوفمبر 2024، وافقت القاضية تشوتكان على الطلب وأسقطت التهم. وفي يناير 2025، تم إصدار تقرير المستشار الخاص، الذي ذكر أن "المكتب قد خلص إلى أن الأدلة المقبولة كانت كافية للحصول على إدانة والحفاظ عليها في المحاكمة".

## خلفية

### اتهامات بالتزوير الانتخابي ومحاولات إلغاء الانتخابات
خلال حملته الرئاسية لعام 2016، زرع ترمب بشكل متكرر الشكوك حول عملية تصديق الانتخابات. وفي حملته في كولورادو، ادعى ترمب دون أدلة أن الحزب الديمقراطي "قام بتزوير الانتخابات في صناديق الاقتراع". وفي أكتوبر 2016، ادعى ترمب عبر سلسلة من التغريدات أن تزويرًا واسع النطاق سيحدث في انتخابات 2016 الرئاسية. وقد تكررت هذه التصريحات من قبل رودي جولياني، المستشار القانوني لترمب. واستمر ترمب في التعبير عن هذه المشاعر حتى انتخابات 2020 الرئاسية؛ حيث أعد لشهور حججًا في حالة خسارته، تركزت بشكل رئيسي حول أصوات البريد. وفي وقت مبكر من أغسطس 2020، استعان بالمحامية والناشطة المحافظة كليتا ميتشيل للمساعدة في إلغاء الانتخابات. وحذرت وزارة الأمن الداخلي من أن روسيا كانت تضخم ادعاءات التزوير في التصويت البريدي لزرع عدم الثقة في العملية الانتخابية ككل. وقبل يومين من يوم الانتخابات، أخبر ترمب المراسلين أنه سيذهب "مع محاميه" بمجرد انتهاء الانتخابات.
بدعم من المحللين المؤيدين لترمب وحضور قوي في التجمعات الانتخابية، كانت حملة ترمب واثقة من فوزها في الانتخابات. وفي يوم الانتخابات، أظهرت الاستطلاعات الأولية في مراكز الاقتراع تقدم ترمب حيث كان مؤيدوه أكثر ميلًا للتصويت شخصيًا وسط جائحة كوفيد-19، لكن تقدمه تراجع مع فرز أصوات البريد. بعد الحدث الانتخابي الأخير لترمب في غراند رابيدز، ميشيغان، راهن ابنه إريك على فوز ترمب بما لا يقل عن 322 صوتًا انتخابيًا. بناءً على طلب جولياني، أعلن ترمب في خطاب له في الساعة الثانية صباحًا في ليلة الانتخابات في الغرفة الشرقية أنه فاز في الانتخابات وأن الأرقام التي يتم الإبلاغ عنها مزورة. وبينما كانت الأصوات تُحصى، أخبر خبير بيانات الحملة مات أوكزكوفسكي ترمب بشكل صريح أنه سيخسر الانتخابات. كما أخبره مستشار البيت الأبيض بات سيبولوني أن إبطال نتائج الانتخابات سيكون بمثابة "ميثاق انتحاري". وفي عهد المدعي العام آنذاك ويليام بار، فشلت وزارة العدل في العثور على تزوير واسع النطاق في الانتخابات. وتوقع رئيس مجلس النواب السابق نيوت جينغريتش أن ناخبي ترمب سينفجرون "غضبًا"، وهي وجهة نظر شاركها زعيم الجمهوريين في مجلس النواب كيفن مكارثي، الذي أخبر لورا إنجراهام في برنامج ذا إنجراهام أنغل أن الجمهوريين يجب ألا "يصمتوا بشأن هذا".
سعى ترمب وعدد من المتآمرين معه بشكل متكرر إلى إلغاء نتائج الانتخابات. وركزت تحقيقات وزارة العدل في هذه المحاولات على تنفيذ مخطط الناخبين المزيفين لترمب، حيث قام ترمب وحلفاؤه بصياغة شهادات تأكيد مزعومة تزعم فوز ترمب. تمت هذه الجهود من قبل محامي ترمب، بما في ذلك جولياني وجون إيستمان، الذين ادعوا وجود مخالفات في الانتخابات واقترحوا إنشاء قائمة "بديلة" من الناخبين أثناء جمع الأدلة. وعلى الرغم من تثبيت عشرات هؤلاء الناخبين وتأكيدهم فوز ترمب، إلا أن الهيئات التشريعية في الولايات السبع المستهدفة في المؤامرة – أريزونا، جورجيا، ميشيغان، نيفادا، نيو مكسيكو، بنسلفانيا، وويسكونسن – صدقت على فوز بايدن، على الرغم من أن بنسلفانيا ونيو مكسيكو وافقتا على اعتبار ترمب الفائز إذا نجح في العديد من الدعاوى القضائية التي طعنت في الانتخابات. وشملت المؤامرة إرسال قوائم الناخبين المزيفة إلى نائب الرئيس مايك بنس، والضغط عليه لاحتساب الأصوات المزيفة. وبدلاً من ذلك، اقترح حلفاء ترمب أن يعتبر بنس الانتخابات "معيبة" بموجب قانون فرز الأصوات الانتخابية ويسمح لمجلس النواب بتحديد النتيجة.
خلال الشهرين التاليين للانتخابات، أجرى ترمب عدة مكالمات هاتفية مع مسؤولين جمهوريين في الولايات التي فاز بها بايدن بفارق ضئيل، طالبًا منهم عكس النتائج ومنحه الفوز. إحدى هذه المكالمات كانت إلى وزير خارجية جورجيا براد رافينسبيرجر، حيث طلب منه "العثور على 11,780 صوتًا". قام رافينسبيرجر بتسجيل المكالمة وأطلقها لاحقًا للعلن. كما اتصل كل من ترمب وجولياني بروستي باورز، رئيس مجلس نواب أريزونا، طالبين منه التحقيق في ادعاءات التزوير، لكنه رفض القيام بذلك دون أدلة. كما اتصل جون إيستمان بباورز في 4 يناير طالبًا منه إلغاء تصديق الولاية لفوز بايدن، لكنه رفض. كما اتصل ترمب ومحاموه، بالإضافة إلى أعضاء جمهوريين في الكونغرس، بمسؤولين في ولايتي ميشيغان وبنسلفانيا، وحثوهم على الإبلاغ بأن ترمب فاز فعليًا في ولاياتهم.
في 19 ديسمبر 2020، بعد ستة أسابيع من خسارته الانتخابات، حث ترمب أتباعه على تويتر للاحتجاج في واشنطن العاصمة في 6 يناير، اليوم الذي كان من المقرر أن يصدق فيه الكونغرس على نتائج الانتخابات، وكتب: "كونوا هناك، سيكون الأمر جامحًا!" وعلى مدار الأسابيع التالية، كرر ترمب ذكر تاريخ 6 يناير. قامت مجموعة براود بويز بالتخطيط لأماكن الاجتماع في واشنطن العاصمة وكيفية الوصول إلى مبنى الكابيتول الأمريكي. كما شجعت صفحة "انفصال ولايات الجنوب" على فيسبوك متابعيها على نشر عناوين "أعدائها"، بما في ذلك القضاة الفيدراليين. واستمر ترمب في تكرار الادعاءات الكاذبة حول الانتخابات في عدة ولايات قبل 6 يناير، بما في ذلك جورجيا وبنسلفانيا وميشيغان ونيفادا وأريزونا. وفي صباح يوم 6 يناير، ألقى ترمب خطابًا في ذا إليبس، وهي حديقة قريبة من البيت الأبيض، وحث أتباعه على السير إلى شارع بنسلفانيا لإثارة "نوع من الفخر والجرأة التي يحتاجونها لاستعادة بلدنا" بين المشرعين الجمهوريين. وبتحريض من ترمب، اقتحم الحشد من أنصاره مبنى الكابيتول.

### التحقيقات
أدى هجوم 6 يناير على الكابيتول إلى مئات الإجراءات الجنائية. وصوت مجلس النواب على عزل ترمب للمرة الثانية في 13 يناير. وتمت تبرئته من قبل مجلس الشيوخ في 13 فبراير. وصوت مجلس النواب على إنشاء لجنة خاصة للتحقيق في الهجوم في يونيو 2021. وقبل تقريرها النهائي، أوصت اللجنة بتوجيه أربع تهم إلى ترمب وأحالته إلى وزارة العدل. تمت إحالة اثنتين من التهم الأربع التي أوصت بها اللجنة الخاصة إلى لائحة الاتهام، مع ملاحظة أن تهمة "التحريض على التمرد أو مساعدة المشاركين فيه" (18 U.S.C. § 2383) لم تكن مدرجة في لائحة الاتهام، وكذلك تهمة "التآمر لتقديم بيان كاذب" (18 U.S.C. §§ 371, 1001).
في مقابلة مع سي إن إن في يناير 2022، صرحت نائبة المدعي العام ليزا موناكو أن وزارة العدل ستقوم بالتحقيق في مؤامرة الناخبين المزيفين لترمب. وبحلول مارس 2022، كانت وزارة العدل قد فتحت تحقيقًا في أحداث 6 يناير ومحاولات ترمب إلغاء الانتخابات. وبدأت وزارة العدل في الحصول على سجلات المكالمات الهاتفية من البيت الأبيض في أبريل فيما يتعلق بتحقيق 6 يناير، وأصدرت هيئة محلفين اتحادية أوامر استدعاء لمحامي ترمب في مايو فيما يتعلق بمؤامرة الناخبين المزيفين. وأفادت واشنطن بوست في يوليو أن وزارة العدل كانت تحقق في أفعال ترمب في 6 يناير. وكان تحقيق 6 يناير تحت إشراف توماس ويندوم، مدعٍ اتحادي غير معروف نسبيًا.
في 18 نوفمبر 2022، عين المدعي العام ميريك غارلاند جاك سميث كمستشار خاص للتحقيق في أحداث 6 يناير وتحقيق مكتب التحقيقات الفيدرالي في تعامل دونالد ترمب مع وثائق الحكومة. وقد كثف سميث كلا التحقيقين في ظل الجهود المتزايدة من قبل ترمب للتركيز على حملته الرئاسية لعام 2024. وفي يونيو 2023، تمت إحالة ترمب إلى المحكمة فيما يتعلق بتحقيق الوثائق السرية. وقبل إحالة ترمب في تحقيق 6 يناير، واصل المحققون التحقيق في عدة جوانب، بما في ذلك من خلال مئات الوثائق التي قدمها مفوض إدارة شرطة نيويورك السابق برنارد كيريك. وفي 18 يوليو، تم إرسال خطاب هدف إلى ترمب. وفي الأسبوع التالي، اجتمع محامو ترمب مع المحققين، مما يشير إلى أن التحقيق كان على وشك الانتهاء.

## لائحة الاتهام الأصلية وجلسة الاستماع
تم فتح لائحة الاتهام الأصلية في 1 أغسطس 2023. وجهت هيئة محلفين كبرى في محكمة مقاطعة كولومبيا الأمريكية أربع تهم إلى ترمب: التآمر لخداع الولايات المتحدة، عرقلة إجراء رسمي، التآمر لعرقلة إجراء رسمي، والتآمر ضد الحقوق. تم تعيين قاضية المقاطعة في واشنطن تانيا إس. تشوتكان بشكل عشوائي للاستماع إلى القضية.
وفقًا للائحة الاتهام، في 8 ديسمبر 2020، اعترف أحد كبار مستشاري الحملة بأن "فريقنا القانوني وفريق البحث لا يستطيعان دعم أي من هذه الادعاءات... من الصعب تحمل أي من هذا عندما يكون كل ذلك مجرد هراء مؤامراتي يأتي من السفينة الأم." وفي 1 يناير، علم ترمب أن مايك بنس لا يعتقد أن نائب الرئيس يمكنه رفض الأصوات الانتخابية. فاتصل ترمب ببنس وقال له: "أنت صادق أكثر من اللازم." وفي 3 يناير، يُزعم أن نائب مستشار البيت الأبيض باتريك إف. فيلبين قال بشكل خاص إنه إذا استمر ترمب في السلطة، فستكون هناك "أعمال شغب في كل مدينة رئيسية في الولايات المتحدة"، فرد عليه "المتآمر رقم 4" (على الأرجح جيفري كلارك) قائلاً: "لهذا يوجد قانون التمرد"، مما يعني أن ترمب يمكنه أن يأمر الجيش بالبقاء في السلطة. كما وصفت لائحة الاتهام مناقشة غير مسبوقة بين ترمب ومستشار البيت الأبيض بات سيبولوني، حيث نصح سيبولوني ترمب، بعد ساعات من بدء أعمال الشغب في الكابيتول، بالتخلي عن اعتراضاته على الانتخابات. لكن ترمب رفض.
ظهر ترمب أمام القاضية المقيمة موكسيلا أ. أوبادهيايا في محكمة إي. باريت بريتيمان المتحدة في واشنطن العاصمة في 3 أغسطس. كان سميث حاضرًا في جلسة الاستماع، كما كان محامي ترمب إيفان كوركوران والقاضي الرئيسي جيمس بوسبرغ. في قاعة المحكمة، انضم إلى ترمب المحاميان تود بلانش وجون لورو؛ بينما انضم إلى المدعين العامين توماس ويندوم ومولي جاستون عميل خاص من مكتب التحقيقات الفيدرالي. دافع ترمب عن براءته من كل تهمة، وأكد المدعون العامون أنهم لن يطلبوا احتجازه قبل المحاكمة.

## لائحة الاتهام المعدلة وجلسة الاستماع
في 27 أغسطس 2024، أصدر المستشار الخاص لائحة اتهام معدلة احتفظت بنفس التهم الأربع ولكنها حذفت بعض الادعاءات المحددة.
أكد المدعي العام ميريك غارلاند أن إصدار لائحة الاتهام المعدلة لم ينتهك أي قواعد متعلقة بالانتخابات في وزارة العدل. لدى وزارة العدل سياسة بعدم التحقيق بشكل علني في أي مرشح خلال 60 يومًا قبل الانتخابات؛ وقد صدرت لائحة الاتهام المعدلة قبل 70 يومًا من الانتخابات المقررة في 5 نوفمبر. بالإضافة إلى ذلك، قال غارلاند إن وزارة العدل أصدرت لائحة الاتهام الجديدة "للرد على التعليمات المباشرة من المحكمة العليا". على الرغم من أن فريق ترمب جادل بأن لائحة الاتهام المعدلة يجب أن تكون باطلة بسبب توقيتها القريب من الانتخابات، قالت القاضية تشوتكان إنها لن تنظر في هذا الجدل.
في 3 سبتمبر، قدم ترمب مستندًا قضائيًا دافع فيه مرة أخرى عن براءته. وتنازل عن حقه في الحضور في جلسة الاستماع الثانية ولم يحضر. وتم تمثيله في الجلسة من قبل لورو وبلانش وإميل بوف. وحتى تاريخ اعتبارًا من 5 سبتمبر 2024، لم يظهر ترمب شخصيًا أمام القاضية تشوتكان.
في جلسة 5 سبتمبر، جادل محامو ترمب بأنهم يتعاملون مع لائحة اتهام جديدة. لكن القاضية تشوتكان اختلفت معهم، مشيرة إلى أن التهم الأربع بقيت كما هي وأن الادعاءات المرتبطة بها قد تم تقليصها: "الأمر ليس أكثر، بل أقل."

## التصريحات في لائحة الاتهام
لائحتي الاتهام الأصلية والمعدلة متشابهتان. تحتوي اللائحة الأصلية على 130 بيانًا مرقمًا، بينما تحتوي اللائحة المعدلة على 106 بيانات.

### الادعاءات والتصريحات
| التصريح | الأصلية | المعدلة |
| --- | ------- | ------- |
| خسر ترمب انتخابات 2020. | 1       | 1       |
| التغيير: لائحة الاتهام الأصلية تعرّف ترمب بأنه الرئيس الخامس والأربعون الذي كان يترشح لإعادة الانتخاب، بينما اللائحة المعدلة تعرّفه فقط بأنه "مرشح لرئاسة الولايات المتحدة في 2020."          | 1       | 1       |
| بعد يوم الانتخابات في 3 نوفمبر 2020، كان ترمب "مصممًا على البقاء في السلطة." ونشر ادعاءات كاذبة بأنه فاز وأن تزويرًا انتخابيًا قد سلبه الفوز. وكان يعلم أن هذا غير صحيح.                       | 2       | 2       |
| التغيير: أضافت لائحة الاتهام المعدلة أنه كان "الرئيس الحالي" في ذلك الوقت و"استخدم حملته" لنشر هذه الأكاذيب.                                                                                | 2       | 2       |
| قام بتحدي النتائج قانونيًا بما في ذلك من خلال إعادة الفرز والتدقيق، والتي فشلت جميعها في إثبات وجهة نظره.                                                                                    | 3       | 3       |
| "ارتكب ثلاث مؤامرات جنائية" لإلغاء نتائج الانتخابات بشكل غير قانوني: مؤامرة لخداع الولايات المتحدة، ومؤامرة لعرقلة تصديق الأصوات في 6 يناير 2021، ومؤامرة ضد الحق في التصويت وحساب الأصوات. | 4       | 4       |
| حاول ترمب – ولكنه فشل – في إشراك نائب الرئيس، مايك بنس، الذي كان زميله في الترشح، والذي وفقًا للدستور كان له "دور شرفي في إجراءات تصديق 6 يناير."                                            | لا      | 5       |
| التغيير: هذا التصريح بأكمله جديد في لائحة الاتهام المعدلة. | لا      | 5       |

### التهمة الأولى: التآمر لخداع الولايات المتحدة
تمت إحالة ترمب بموجب 18 U.S.C. § 371.
| التهمة | الأصلية | المعدلة |
| --- | ------- | ------- |
| "قام ترمب بشكل متعمد بالتواطؤ والتآمر والاتفاق مع متآمرين، معروفين وغير معروفين لهيئة المحلفين الكبرى، لخداع الولايات المتحدة باستخدام الخداع والاحتيال لتعطيل وإعاقة وهزيمة الوظيفة القانونية للحكومة الفيدرالية التي يتم من خلالها جمع وفرز وتصديق نتائج الانتخابات الرئاسية من قبل الحكومة الفيدرالية." | 5–7     | 6–8     |
| التغيير: لائحة الاتهام الأصلية تحدد تاريخ بدء المؤامرة في 14 نوفمبر، بينما اللائحة المعدلة تقول 13 نوفمبر. | 5–7     | 6–8     |

### ادعاءات وتصريحات إضافية
| التصريح | الأصلية | المعدلة |
| --- | ------- | ------- |
| شمل المتآمرون معه أربعة "محامين خاصين" (المتآمرون 1، 2، 3، و5) و"مستشار سياسي خاص" (المتآمر 6). | 8       | 9       |
| التغيير: تمت إضافة كلمة "خاص" في لائحة الاتهام المعدلة. كما حددت لائحة الاتهام الأصلية "مسؤولًا في وزارة العدل" كمتآمر 4؛ تم حذف هذا الشخص من اللائحة المعدلة. | 8       | 9       |
| كما هو منصوص في الدستور وقانون اتحادي صدر عام 1887 يسمى قانون فرز الأصوات الانتخابية، تقوم الحكومة الفيدرالية بجمع وفرز وتصديق الأصوات للرئاسة. "وحتى عام 2021،" كانت هذه العملية "تعمل بشكل سلمي ومنظم لأكثر من 130 عامًا." | 9       | 10      |
| قام ترمب ومتآمرون معه بما يلي: - كذبوا للضغط على "المشرعين ومسؤولي الانتخابات" لتغيير الأصوات من بايدن إلى ترمب. - نظموا ناخبين مزيفين في سبع ولايات (أريزونا، جورجيا، ميشيغان، نيفادا، نيو مكسيكو، بنسلفانيا، وويسكونسن) وأرسلوا شهاداتهم المزيفة "إلى نائب الرئيس". - "حاولوا استخدام سلطة وصلاحيات وزارة العدل" لبدء تحقيقات مزيفة وإرسال رسائل تحذيرية إلى الولايات السبع والترويج للناخبين المزيفين كأنهم شرعيون والضغط على المجالس التشريعية للولايات للانعقاد واختيار الناخبين المزيفين بدلاً من الحقيقيين. - لإشراك مايك بنس لتغيير نتائج الانتخابات. وبعد مقاومة بنس للضغوط، حث ترمب والمتآمرون حشدًا على التوجه إلى الكابيتول لمواصلة الضغط على بنس. - في 6 يناير، هاجم الحشد "الكابيتول بعنف وأوقف الإجراءات." واستغل ترمب والمتآمرون "الاضطراب" من خلال الاستمرار في الكذب حول تزوير الانتخابات والضغط على قادة الكونغرس لتأخير تصديق الأصوات. | 10      | 11      |
| التغيير: أضافت لائحة الاتهام المعدلة أن الدور ذي الصلة لبنس في إجراءات 6 يناير كان كـ"رئيس مجلس الشيوخ"، أي دوره الشرفي. تم حذف التصريح المتعلق بوزارة العدل. لائحة الاتهام الأصلية تقول إن ترمب ومتآمرين معه أرادوا من بنس "استخدام دوره الشرفي" في 6 يناير؛ بينما تؤكد اللائحة المعدلة أن بنس سيكون "في دوره الشرفي كرئيس مجلس الشيوخ" في ذلك اليوم. | 10      | 11      |
| شملت الادعاءات الكاذبة أن "أعدادًا كبيرة من الناخبين الموتى، أو غير المقيمين، أو غير المواطنين، أو غير المؤهلين قد أدلوا بأصواتهم، أو أن أجهزة التصويت قد غيرت أصوات المدعى عليه [ترمب] إلى أصوات لصالح بايدن." الأشخاص الذين أخبروه "بشكل متكرر" أن هذه الادعاءات كاذبة شملوا نائب الرئيس، كبار قادة وزارة العدل، مدير الاستخبارات الوطنية، وكالة الأمن السيبراني وأمن البنية التحتية التابعة لوزارة الأمن الداخلي، كبار محامي البيت الأبيض، كبار موظفي حملة ترمب لإعادة الانتخاب 2020، المشرعين ومسؤولي الولايات، والمحاكم المحلية والفيدرالية. ترمب "تجاهل الحقيقة عمدًا." | 11      | 12      |
| التغيير: حذفت لائحة الاتهام المعدلة قائمة الأشخاص الذين نصحوا ترمب بأن الادعاءات كاذبة. وأضافت جملة جديدة: "كانت هذه الادعاءات الكاذبة غير مدعومة، وغير معقولة بشكل موضوعي، ومتغيرة باستمرار، وكررها المدعى عليه والمتآمرون حتى بعد أن تم دحضها علنًا." | 11      | 12      |
| من بين أكاذيب ترمب (لائحة الاتهام الأصلية تلخصها): "أكثر من عشرة آلاف ناخب ميت قد صوتوا في جورجيا"، "كان هناك 205,000 صوتًا أكثر من الناخبين في بنسلفانيا"، "كان هناك تفريغ مشبوه للأصوات في ديترويت، ميشيغان"، "كان هناك عشرات الآلاف من الأصوات المزدوجة وتزوير آخر في نيفادا"، "أكثر من 30,000 غير مواطن قد صوتوا في أريزونا"، "أجهزة التصويت في الولايات المتنازع عليها غيرت أصوات المدعى عليه [ترمب] إلى أصوات لصالح بايدن." | 12      | لا      |
| تم إخبار ترمب بأنه خسر الانتخابات "من قبل أولئك الأكثر استثمارًا في إعادة انتخابه، بما في ذلك زميله في الترشح وموظفي حملته." "رفضت المحاكم الفيدرالية والمحلية" جميع دعاويه، و"رفض مسؤولو الولايات" ادعاءاته علنًا. بالإضافة إلى ذلك، "في 12 نوفمبر، أصدرت الجمعية الوطنية لأمناء الولايات، والجمعية الوطنية لمديري انتخابات الولايات، ومنظمات أخرى" بيانًا علنيًا يفيد بعدم وجود تزوير. غرد ترمب بأكاذيب. بينما كان "يستخدم أحيانًا حساب تويتر الخاص به للتواصل مع الجمهور، كرئيس، حول الإجراءات والسياسات الرسمية، إلا أنه استخدمه أيضًا بانتظام لأغراض شخصية". الأغراض الشخصية هنا تشمل الكذب حول تزوير الانتخابات، وحث أنصاره على القدوم إلى واشنطن في 6 يناير، والضغط على بنس "لإساءة استخدام دوره الشرفي"، ومحاولة "الاحتفاظ بالسلطة بشكل غير قانوني." في 6 يناير، ألقى ترمب "خطابًا لحملته في تجمع سياسي تم تنظيمه وتمويله بشكل خاص في الإيليبس في واشنطن العاصمة"، مكررًا "نفس الأكاذيب غير المدعومة وغير المعقولة والتي تم دحضها علنًا" لحث أنصاره على التوجه إلى الكابيتول. | لا      | 13–15   |
| ارتكب ترمب ومتآمرون معه واحدًا أو أكثر من الأفعال التالية. | لا      | 16      |
| في 13 نوفمبر، تنازل محامو حملة ترمب عن الانتخابات. في ذلك اليوم (كما تم توضيحه في لائحة الاتهام المعدلة)، "التفت ترمب" إلى جولياني. وفي اليوم التالي، أعلن ترمب أن جولياني سيقود تحديًا لخسارته الانتخابية. | 13      | 17      |
| التغيير: أضافت لائحة الاتهام المعدلة هذا السياق: "لم يكن للمدعى عليه أي مسؤوليات رسمية تتعلق بتصديق أي ولاية لنتائج الانتخابات." | 13      | 17      |
| أريزونا: في 13 نوفمبر، نصح مدير حملة ترمب بأن ادعاءًا حول تزوير الناخبين في أريزونا كان كاذبًا. في 22 نوفمبر، كذب ترمب وجولياني على رئيس مجلس نواب أريزونا بأنه كان هناك تزوير، وطلبا منه عقد جلسة استماع، ثم طلبا منه استخدام المجلس التشريعي لاستبدال ناخبي بايدن بناخبين لترمب. في 1 ديسمبر، قال جولياني لرئيس مجلس نواب أريزونا: "ليس لدينا الأدلة، لكن لدينا الكثير من النظريات." في 4 ديسمبر، صرح رئيس مجلس نواب أريزونا علنًا بأنه لن يحاول بشكل غير قانوني "تغيير النتيجة" للانتخابات. في 4 يناير، ضغط إيستمان عليه لإلغاء تصديق الانتخابات. في 6 يناير، كرر ترمب علنًا كذبه حول تزوير الانتخابات في أريزونا. | 14–19   | 18–23   |
| جورجيا: في 16 نوفمبر، أرسل مساعد ترمب وثيقة إلى باول تحتوي على انتقادات لشركة أجهزة التصويت. غرد ترمب للترويج لدعوى قضائية قادمة. رفعت باول دعوى قضائية ضد جورجيا في 25 نوفمبر، ولكن تم رفض الدعوى بعد أسبوعين. في 3 ديسمبر، حث جولياني وإيستمان لجنة فرعية في مجلس شيوخ جورجيا على إلغاء تصديق نتائج الانتخابات (بناءً جزئيًا على ادعاءات كاذبة حول فرز الأصوات في ساحة ستيت فارم)، بينما غرد ترمب للترويج لـ"شهادتهم المثيرة" وتضخيم كذبتهم حول "تزوير الأصوات من قبل الديمقراطيين". في 4 و7 ديسمبر، دحض مسؤول في مكتب وزير خارجية جورجيا الادعاءات. في 8 ديسمبر، اتصل ترمب بمدعي عام جورجيا للضغط عليه لدعم دعوى قضائية لمدعي عام ولاية أخرى في المحكمة العليا. رفض مدعي عام جورجيا. قال مستشار حملة كبير غير مسمى في رسالة بريد إلكتروني: "فريقنا القانوني وفريق البحث لا يستطيعان دعم أي من الادعاءات [التي قدمها جولياني]... من الصعب تحمل أي من هذا عندما يكون كل ذلك مجرد هراء مؤامراتي يأتي من السفينة الأم." في 10 ديسمبر، كرر جولياني الادعاءات الكاذبة أمام لجنة مجلس نواب جورجيا ووجه اتهامات ضد أم وابنتها، روبي فريمان وواندريا آرشاي موس، اللتين كانتا تعملان في الانتخابات. قالت لائحة الاتهام الأصلية إنه في 15 و27 ديسمبر، أخبر مسؤولان في وزارة العدل – المدعي العام بالإنابة القادم ونائب المدعي العام بالإنابة القادم – ترمب بأن ادعاءات ساحة ستيت فارم كانت كاذبة. كما قالت إن رئيس موظفي ترمب أخبره أن مسؤولي الانتخابات في الولاية كانوا "مثاليين"، ولكن بعد يوم واحد، في 23 ديسمبر، غرد ترمب بأنهم كانوا "[أ]شخاصًا فظيعين!" في 31 ديسمبر، وقع ترمب على بيان بادعاءات كاذبة حول تزوير الانتخابات لتقديمه في دعوى قضائية ضد جورجيا؛ اعترف إيستمان بأن ترمب كان يعلم أنها كاذبة، ومع ذلك "أمر بتقديمها على أي حال." في 2 يناير، اتصل ترمب بوزير خارجية جورجيا، الذي دحض ادعاءات ترمب حول التزوير بأدلة تثبت العكس. قال ترمب إنه لا يريد رؤية أدلة وزير الخارجية على أن الانتخابات كانت نزيهة، وهدده بملاحقة قضائية، وطالب بأن "يجد" 11,780 صوتًا لصالحه. في اليوم التالي، كذب ترمب علنًا بأن وزير الخارجية كان "غير راغب، أو غير قادر، على الإجابة على الأسئلة". في 6 يناير، كرر ترمب علنًا كذبه حول تزوير الانتخابات في جورجيا. | 20–33   | 24–35   |
| التغيير: بدأت لائحة الاتهام المعدلة بسياق جديد: كان مستشار حملة ترمب الكبير قد حذر ترمب، "في وقت مبكر من منتصف نوفمبر"، من أن ادعاءاته حول تزوير الناخبين في جورجيا كانت كاذبة. ووضحت أن الغرض من دعوى مدعي عام الولاية في المحكمة العليا كان "إبطال نتائج الانتخابات في بعض الولايات المستهدفة مثل بنسلفانيا." وأضافت أنه في 9 ديسمبر، "لم يتصرف ترمب كرئيس ولكن بصفته مرشحًا لمنصب"، ممثلاً من قبل إيستمان، قدم طلبًا للانضمام إلى الدعوى، ولكن المحكمة العليا رفضت الدعوى بعد يومين. حذفت لائحة الاتهام المعدلة التصريحات المتعلقة بمسؤولي وزارة العدل ورئيس موظفي ترمب الذين أخبروه بأنه لم يكن هناك تزوير. ووضحت أن الأشخاص الذين انضموا إلى ترمب في مكالمة 2 يناير شملوا رئيس موظفيه، "الذي كان يتعامل أحيانًا مع الأمور اللوجستية الخاصة والمتعلقة بالحملة"، و"محامين خاصين مشاركين في الدعوى القضائية ضد وزير خارجية جورجيا". | 20–33   | 24–35   |
| ميشيغان: في 20 نوفمبر، التقى ترمب برئيس مجلس نواب ميشيغان وقائد الأغلبية في مجلس شيوخ ميشيغان. جاء ذلك بعد اتصال من رئيسة اللجنة الوطنية الجمهورية رونا مكدانييل، التي انضمت لفترة وجيزة عبر الهاتف. كما اتصل جولياني أيضًا. أصدر القائدان في ميشيغان بيانًا علنيًا يقولان إنهما لا يملكان "أي معلومات من شأنها تغيير نتيجة الانتخابات في ميشيغان." في 4 ديسمبر، طلب جولياني من رئيس مجلس نواب ميشيغان إلغاء ناخبي بايدن: "ساعدني في إنجاز هذا في ميشيغان." وقدم طلبًا مماثلًا في 7 ديسمبر إلى قائد الأغلبية في مجلس شيوخ ميشيغان. في 14 ديسمبر، رفض القائدان في ميشيغان إلغاء تصديق نتائج الانتخابات أو الناخبين. صرح قائد الأغلبية في مجلس شيوخ ميشيغان علنًا بأنهما لا يملكان "أدلة على تزوير على نطاق واسع من شأنه تغيير النتيجة". وصرح رئيس مجلس نواب ميشيغان علنًا: "هذا حقًا سيؤدي إلى تدمير متبادل مضمون لكل انتخابات مستقبلية... لن أفعل ذلك." في 6 يناير، كرر ترمب علنًا كذبه حول تزوير الانتخابات في ميشيغان. | 34–41   | 36–40   |
| التغيير: أشارت لائحة الاتهام الأصلية إلى ادعاء تزوير الناخبين الذي قدمه ترمب في 5 نوفمبر؛ تم حذف هذا من لائحة الاتهام المعدلة. إضافة اسم رونا مكدانييل وجولياني في اجتماع 20 نوفمبر جديد في لائحة الاتهام المعدلة. قالت لائحة الاتهام الأصلية إنه في 1 ديسمبر، أخبر المدعي العام ترمب بأنه لا يوجد دليل على تزوير الناخبين في ديترويت، وفي اليوم التالي ادعى ترمب بشكل كاذب ذلك؛ تم حذف هذا من لائحة الاتهام المعدلة. | 34–41   | 36–40   |
| بنسلفانيا: في 11 نوفمبر، انتقد ترمب علنًا مفوض مدينة فيلادلفيا لقول إنه لا يوجد دليل على تزوير الناخبين المحلي. في 25 نوفمبر، قدم جولياني ادعاءات كاذبة حول تزوير الناخبين إلى المشرعين في الولاية في حدث نظمه في جيتيسبيرغ. داخليًا، قال أحد موظفي الحملة إنه "لا توجد طريقة للدفاع" عن ادعاءات جولياني، ووافق نائب مدير الحملة: "كنا نقول هذا منذ فترة. إنه أمر محبط للغاية." في 6 ديسمبر، غرد ترمب بأن المشرعين في الولاية كانوا جبناء لرفضهم إلغاء نتائج الانتخابات. في 31 ديسمبر و3 يناير، أخبر المدعي العام بالإنابة جيفري روزن ونائب المدعي العام بالإنابة ريتشارد دونوغو ترمب بأن ادعاءاته حول تزوير الناخبين في بنسلفانيا كانت كاذبة. في 6 يناير، كرر ترمب علنًا كذبه حول تزوير الانتخابات في بنسلفانيا. | 42–46   | 41–44   |
| التغيير: صححت لائحة الاتهام المعدلة تاريخ التغريدة من 4 ديسمبر إلى 6 ديسمبر. حذفت لائحة الاتهام المعدلة ذكر روزن ودونوغو. | 42–46   | 41–44   |
| ويسكونسن: في 29 نوفمبر، أدى إعادة فرز الأصوات في ويسكونسن التي دفعتها حملة ترمب إلى زيادة هامش خسارته. في اليوم التالي، صدق حاكم ويسكونسن على ناخبي بايدن. في 14 ديسمبر، رفضت محكمة ويسكونسن العليا تحدي ترمب، قائلة إنه لا يوجد "شك مشروع"، وفي 21 ديسمبر، صدق حاكم ويسكونسن على أن المحكمة العليا في الولاية قد حسمت الأمر لصالح بايدن – وردًا على ذلك، غرد ترمب مطالبًا المجلس التشريعي في ويسكونسن بإلغاء الانتخابات. في 27 ديسمبر، أخبر روزن ودونوغو ترمب بأن ادعاءاته حول تزوير الناخبين في ويسكونسن كانت كاذبة. في 6 يناير، كرر ترمب علنًا كذبه حول تزوير الانتخابات في ويسكونسن. | 47–52   | 45–49   |
| التغيير: حذفت لائحة الاتهام المعدلة ذكر روزن ودونوغو. | 47–52   | 45–49   |
| بدءًا من أوائل ديسمبر 2020، ابتكر ترمب والمتآمرون معه مخطط الناخبين المزيفين، بهدف "خلق جدل مزيف في إجراءات التصديق". واستهدفوا الولايات الخمس المذكورة أعلاه بالإضافة إلى نيفادا ونيو مكسيكو. | 53      | 50      |
| التغيير: أضافت لائحة الاتهام المعدلة هذا السياق: "لم يكن للمدعى عليه أي مسؤوليات رسمية تتعلق باجتماع الناخبين الشرعيين أو توقيعهم وإرسال شهادات تصويتهم." | 53      | 50      |
| مذكرات تشيسبرو الثلاث في 18 نوفمبر ("مذكرة ويسكونسن")، و6 ديسمبر ("مذكرة الناخبين المزيفين")، و9 ديسمبر ("تعليمات الناخبين المزيفين") وضعت معًا "خطة فاسدة لإعاقة الوظيفة الحكومية الفيدرالية" المتمثلة في تصديق فوز بايدن. | 54      | 51      |
| في 6 ديسمبر، أرسل رئيس موظفي ترمب مذكرة ويسكونسن إلى موظفي الحملة، موضحًا: "نحتاج فقط إلى شخص يتولى تنسيق الناخبين للولايات." وطبقت الحملة الفكرة الواردة في مذكرة ويسكونسن "على أي ولاية ادعى المدعى عليه [ترمب] أنها 'متنازع عليها' – حتى نيو مكسيكو، التي خسرها المدعى عليه بأكثر من عشرة في المئة من الأصوات الشعبية." | 55      | 52      |
| في 6 ديسمبر، أخبر ترمب وإيستمان رونا مكدانييل بأن اللجنة الوطنية الجمهورية يجب أن تساعد في العثور على ناخبين في الولايات التي يستهدفونها. وكذبا عليها بأن هذه القوائم البديلة للناخبين كانت مخصصة كخطة احتياطية لاستخدامها فقط إذا حكمت المحكمة بأن ترمب، وليس بايدن، هو الذي فاز في انتخابات الولاية. وأبلغت مكدانييل ترمب بأنه يتم جمع الناخبين. | 56      | 53      |
| في 7 ديسمبر، تلقى جولياني مذكرة ويسكونسن ومذكرة الناخبين المزيفين. وطلب من المتآمر رقم 6 محامين يمكنهم المساعدة في مؤامرة الناخبين المزيفين، وذكر المتآمر رقم 6 محامين في أريزونا، جورجيا، ميشيغان، نيفادا، نيو مكسيكو، بنسلفانيا، وويسكونسن. | 57      | 54      |
| في 8 ديسمبر، اتصل تشيسبرو بالمحامي في أريزونا الذي ذكره المتآمر رقم 6. كتب المحامي ملاحظاته من المكالمة: "فكرته هي أساسًا أننا جميعًا (جورجيا، ويسكونسن، أريزونا، بنسلفانيا، إلخ.) نجعل ناخبينا يرسلون أصواتهم (على الرغم من أن الأصوات ليست قانونية بموجب القانون الفيدرالي – لأنها ليست موقعة من قبل الحاكم)؛ حتى يتمكن أعضاء الكونغرس من الجدال حول ما إذا كان يجب احتسابها في 6 يناير. (يمكنهم القول بأنهم غير ملتزمين بالقانون الفيدرالي لأنهم الكونغرس ويضعون القانون، إلخ.) نوعًا ما فكرة جامحة/إبداعية – أنا سعيد لمناقشتها. تعليقي له كان أنني أعتقد أنه لا يوجد ضرر في ذلك، (قانونيًا على الأقل) – أي أننا سنرسل فقط أصواتًا انتخابية 'مزيفة' إلى بنس حتى يتمكن 'شخص ما' في الكونغرس من الاعتراض عندما يبدأون في عد الأصوات، ويبدأون في الجدال بأن الأصوات 'المزيفة' يجب أن تُحتسب." | 58      | 55      |
| في 10 ديسمبر، أرسل تشيسبرو (بتوجيه من جولياني) نسخة من مذكرة ويسكونسن، تعليمات الناخبين المزيفين، وشهادات الناخبين المزيفة إلى الولايات المستهدفة (باستثناء ويسكونسن، التي كانت قد تلقتها بالفعل). | 59      | 56      |
| في 11 ديسمبر، اقترح جولياني (عبر تشيسبرو) أن يقدم المحامي في أريزونا قضية إلى المحكمة العليا حتى يتمكن من الادعاء بوجود دعوى قضائية معلقة. قال تشيسبرو إن مسؤولًا في الولاية وناخبًا مؤقتًا في الولاية زعما أنهما أخبرا جولياني بأن "قد يبدو خيانة للناخبين في أريزونا التصويت" دون وجود دعوى قضائية معلقة. | 60      | 57      |
| في 12 ديسمبر، كان جولياني وتشيسبرو والمتآمر رقم 6 على مكالمة نظمتها حملة ترمب. عندما قال الناخبون المزيفون في بنسلفانيا إنهم قلقون من تمثيل أنفسهم بشكل خاطئ على أنهم الناخبون الحقيقيون، كذب عليهم جولياني قائلاً إن شهاداتهم ستُستخدم فقط إذا قالت المحكمة إن ترمب قد فاز. اقترح المتآمر رقم 6 لاحقًا لغة تنصل لشهادات الناخبين المزيفين في بنسلفانيا. قال مسؤول آخر في حملة ترمب بعدم تقديم لغة التنصل هذه إلى أي ولايات أخرى. رفض بعض الناخبين المزيفين المشاركة. | 61      | 58      |
| في 13 ديسمبر، أرسل تشيسبرو بريدًا إلكترونيًا إلى جولياني بخطة لتقديم قوائم الناخبين المزيفة في إجراءات تصديق الكونغرس بغض النظر عما إذا كانت أي محكمة ستحكم بأن ترمب قد فاز في انتخابات الولاية. | 62      | 59      |
| في 13 ديسمبر، طلب ترمب إصدار بيان حول الناخبين من مستشار حملته الكبير، الذي تمت دعوته بعد ذلك إلى مكالمة جماعية مع جولياني والمتآمر رقم 6. أرسل نائب مستشار الحملة رسالة جماعية: "الطريقة التي تطور بها هذا الأمر، إنها خطة مجنونة لذا لا أعرف من يريد وضع اسمه عليها"؛ رد مستشار كبير لترمب واصفًا الخطة بأنها "[ت]صديق أصوات غير قانونية." تم تضمين مستشار الحملة الكبير (الذي كان من المفترض أن يصدر البيان) وموظف في الحملة في هذه الرسائل. لم يرغب أي منهم في وضع اسمه على البيان. | 63      | 60      |
| في 13 ديسمبر، صاغ تشيسبرو وأرسل شهادات ناخبين مزيفة لنيو مكسيكو. لم تكن حملة ترمب قد استهدفت هذه الولاية من قبل ولم تكن لديها دعوى قضائية معلقة هناك. في اليوم التالي، قدمت الحملة دعوى قضائية قبل ست دقائق من الموعد النهائي في الظهر لاستيفاء شرط وجود دعوى قضائية معلقة عندما يصوت الناخبون المزيفون. | 64      | 61      |
| في 14 ديسمبر، اجتمع جميع الناخبين الحقيقيين في ولاياتهم لإدلاء أصواتهم. في الولايات السبع التي استهدفتها حملة ترمب، صوت الناخبون الحقيقيون لصالح بايدن. في تلك الولايات، عقد الناخبون المزيفون إجراءاتهم المزيفة الخاصة وأعلنوا أنهم سيصوتون لصالح ترمب. في بعض هذه الولايات، استوفى الناخبون المزيفون جزئيًا المتطلبات القانونية من خلال الاجتماع في مبنى الكابيتول بالولاية، بينما في ولايات أخرى، لم يتمكن الناخبون المزيفون من استيفاء المتطلبات. تم إرسال شهادات جميع قوائم الناخبين المزيفة السبعة إلى رئيس مجلس الشيوخ، وأرشيف الولايات المتحدة، وآخرين، وفقًا لخطة تشيسبرو في تعليمات الناخبين المزيفة. قبل الإرسال، تم إرفاق شهادات الناخبين الشرعيين بشهادات تأكيد المسؤولين التنفيذيين في الولاية؛ بينما لم يتم إرفاق شهادات الناخبين المزيفة. في ذلك المساء، أرسلت رونا مكدانييل إلى ترمب بريدًا إلكترونيًا تقول فيه إنه في ست من الولايات المتنازع عليها (جميعها باستثناء نيو مكسيكو)، أدلى الناخبون المزيفون لترمب بأصواتهم إلى جانب الناخبين الشرعيين لبايدن. أكد مساعد ترمب التنفيذي أن ترمب تلقى البريد الإلكتروني. | 65–69   | 62–66   |
| تم حذف هذا القسم المتعلق بوزارة العدل بالكامل من لائحة الاتهام المعدلة. في أواخر ديسمبر 2020، حاول ترمب "استخدام وزارة العدل" للكذب حول تزوير الانتخابات، "مما يعطي أكاذيب المدعى عليه دعم الحكومة الفيدرالية". في 22 ديسمبر، ذهب جيفري كلارك إلى البيت الأبيض للقاء ترمب دون إخبار وزارة العدل بذلك، مخالفًا سياسة وزارة العدل التي تهدف إلى "الحماية من التأثير السياسي غير المناسب." في 26 ديسمبر، كذب كلارك على المدعي العام بالإنابة جيفري روزن، قائلاً إن لقاءه مع ترمب كان غير مخطط له ووعد بعدم تكرار ذلك. في صباح اليوم التالي، أجرى كلارك مكالمة هاتفية مع ترمب استمرت ثلاث دقائق. في فترة ما بعد الظهر، اتصل ترمب بروزن ونائب المدعي العام بالإنابة ريتشارد دونوغو، مقدمًا ادعاءات حول تزوير الانتخابات (التي دحضها روزن ودونوغو) ومقترحًا تعيين كلارك. أخبر روزن ترمب أن وزارة العدل لن تغير نتيجة الانتخابات. رد ترمب: "فقط قل إن الانتخابات كانت فاسدة واترك الباقي لي ولأعضاء الكونغرس الجمهوريين." في 28 ديسمبر، اقترح كلارك أن يوقع روزن ودونوغو على رسالة إلى مسؤولي الولاية في جورجيا والولايات المستهدفة الأخرى. نصت الرسالة المسودة على ادعاءات كاذبة بأن وزارة العدل لديها "مخاوف" بشأن أحداث ربما "أثرت على نتيجة الانتخابات في عدة ولايات"، بما في ذلك أن الناخبين المزيفين لترمب الذين صوتوا في 14 ديسمبر في بعض الولايات المستهدفة كانوا ناخبين شرعيين. وحثت الرسالة المجلس التشريعي للولاية على عقد جلسة خاصة لاختيار الناخبين المزيفين. أخبر دونوغو كلارك أن "لم نرَ" أي تزوير من هذا القبيل، ومع روزن، طلبا من كلارك مرة أخرى تجنب الاتصالات غير المصرح بها مع البيت الأبيض. في 31 ديسمبر، استدعى ترمب روزن ودونوغو لتكرار ادعاءاته الكاذبة حول التزوير وتهديده باستبدال قيادة وزارة العدل. في 2 يناير، ضغط كلارك على روزن ودونوغو لتوقيع الرسالة، قائلاً إن ترمب من المحتمل أن يعرض عليه منصب روزن لكنه سيرفض العرض إذا وافق روزن ودونوغو. لكنهما لم يوافقا. في صباح اليوم التالي، أرسل كلارك مسودة معدلة إلى زميل في وزارة العدل، غير فيها "مخاوف" إلى "أدلة على مخالفات كبيرة". دون إعلام قيادة وزارة العدل، ذهب إلى البيت الأبيض وقبل عرض ترمب بأن يصبح المدعي العام بالإنابة. في فترة ما بعد الظهر، تحدث كلارك إلى نائب مستشار البيت الأبيض باتريك فيلبين. كان فيلبين قد أخبر ترمب سابقًا أنه يجب عليه "مغادرة البيت الأبيض [في] 20 يناير" وأخبر كلارك الآن بعدم تولي منصب المدعي العام بالإنابة. وحذر فيلبين من "أعمال شغب" إذا لم يغادر ترمب منصبه؛ فرد كلارك بأن السلطات يمكنها استخدام قانون التمرد لقمع أي احتجاجات. بشكل منفصل، أخبر كلارك روزن (رئيسه) أنه سيحل محله. اعترض روزن وحدد موعدًا للقاء مع ترمب. في مساء 3 يناير، أوصى رئيس هيئة الأركان المشتركة بأن لا يتخذ ترمب أي إجراء بشأن "قضية أمن قومي خارجية" قريبة جدًا من التنصيب، ووافق ترمب: "نعم، أنت محق، لقد فات الأوان بالنسبة لنا. سنترك ذلك للرجل التالي." ثم ذهب ترمب إلى الاجتماع الذي طلبه روزن. حضر كلارك ودونوغو وستيفن إنجل وآخرون – مستشار البيت الأبيض، نائب مستشار البيت الأبيض، ومستشار كبير. على الرغم من أن ترمب أعرب عن إحباطه لأن روزن لن يلغي نتيجة الانتخابات، إلا أنه وافق على عدم استبدال روزن بكلارك بعد أن حذره من أن العديد من الأشخاص في وزارة العدل ومستشار البيت الأبيض سيستقيلون احتجاجًا. اقترح كلارك أن تصدر وزارة العدل رأيًا بأن بنس يمكنه تغيير نتيجة الانتخابات؛ قال إنجل إن وزارة العدل لا ينبغي أن تفعل ذلك. قال ترمب إنه سيتصل ببنس بمفرده، وأنهى الاجتماع. | 70–85   | لا      |
| سعى ترمب لإشراك بنس "لاستخدام دوره الشرفي في التصديق" (الأصلية) أو "لاستخدام دوره كرئيس مجلس الشيوخ" (المعدلة) لإلغاء نتائج الانتخابات. لاحقًا، سيحشد "حشدًا من المؤيدين" في واشنطن للضغط على بنس. | 86      | 67      |
| التغيير: أوضحت لائحة الاتهام المعدلة أن ترمب "لم يكن لديه أي مسؤوليات رسمية تتعلق بإجراءات التصديق، لكنه كان لديه مصلحة شخصية كمرشح في أن يُعلن فائزًا بالانتخابات." | 86      | 67      |
| في 19 ديسمبر، غرد ترمب: "احتجاج كبير في واشنطن العاصمة في 6 يناير. كونوا هناك، سيكون الأمر جامحًا!" في أواخر ديسمبر وأوائل يناير، حث ترمب أنصاره على الحضور. | 87      | 68      |
| التغيير: أضافت لائحة الاتهام المعدلة "وأوائل يناير". | 87      | 68      |
| في 23 ديسمبر، أعاد ترمب تغريد مذكرة بعنوان "عملية 'بطاقة بنس'" التي ادعت بشكل كاذب أن بنس يمكنه، بمفرده، استبعاد الناخبين الشرعيين من ست ولايات مستهدفة. قام إيستمان، بعكس موقفه الذي عبر عنه في 11 أكتوبر، بتوزيع مذكرة حول كيفية إعلان بنس فوز ترمب. | 88–89   | 69–70   |
| التغيير: تضمنت لائحة الاتهام الأصلية جملتين تصفان هذه المذكرة؛ بينما حذفتهما لائحة الاتهام المعدلة. | 88–89   | 69–70   |
| في 25 ديسمبر، عندما اتصل بنس بترمب ليهنئه بعيد الميلاد، طلب منه ترمب رفض الأصوات الانتخابية في 6 يناير، فرد بنس: "أنت تعلم أنني لا أعتقد أن لدي السلطة لتغيير النتيجة." | 90      | 71      |
| في 29 ديسمبر، كذب ترمب على بنس بأن وزارة العدل كانت "تعثر على مخالفات كبيرة." | 90      | لا      |
| في 1 يناير، انتقد ترمب بنس لمعارضته السعي للحصول على قرار قضائي حول ما إذا كان نائب الرئيس يمكنه رفض الأصوات الانتخابية. كان بنس يعتقد ببساطة أنه لا يملك تلك السلطة. قال له ترمب: "أنت صادق أكثر من اللازم." وغرد ترمب ليذكر أنصاره بالقدوم إلى واشنطن في 6 يناير لـ"إيقاف السرقة!" | 90      | 72      |
| في 3 يناير، أخبر ترمب بنس مرة أخرى أن لديه الحق في رفض الأصوات الانتخابية. فرد بنس مرة أخرى بأنه لا يملك ذلك، مشيرًا إلى أن "محكمة استئناف اتحادية قد رفضت الدعوى التي قدمت هذا الادعاء" في اليوم السابق. | 90      | 73      |
| في 3 يناير، وزع إيستمان مذكرة ثانية تنص على أن – "على عكس قانون فرز الأصوات الانتخابية"، كما تلاحظ لائحة الاتهام – يمكن لبنس أن يطلب من المجالس التشريعية للولايات تحديد قائمة الناخبين التي سيتم استخدامها. | 91      | 74      |
| في 4 يناير، التقى ترمب مع إيستمان وبنس ومدير مكتب بنس ومستشار بنس. خلال الاجتماع، قال ترمب (كما سجل في ملاحظات بنس): "الخلاصة – فزنا في كل ولاية بمئات الآلاف من الأصوات" و"فزنا في كل ولاية." وضغط ترمب وإيستمان مرة أخرى على بنس. عندما سأل بنس إيستمان لتبرير سبب السماح له بإعادة الأصوات إلى الولايات، قال إيستمان: "حسنًا، لم يختبرها أحد من قبل." اشتكى بنس لترمب: "حتى مستشارك الخاص لا يقول إن لدي تلك السلطة." فرد ترمب بأنه على أي حال "يفضل الاقتراح الآخر" وهو أن يرفض بنس الناخبين بشكل أحادي. | 92–93   | 75–76   |
| التغيير: قالت لائحة الاتهام الأصلية إن الغرض من اجتماع 4 يناير كان الضغط على بنس لرفض الأصوات الانتخابية لبايدن بشكل مباشر أو على الأقل إعادتها إلى الولايات المستهدفة لرفضها محتمل، ولاحظت أن ترمب "استبعد عمدًا مستشار البيت الأبيض من الاجتماع" لأنه كان قد "عارض" سابقًا أكاذيبه حول الانتخابات. حذفت لائحة الاتهام المعدلة هذه الادعاءات، قائلة فقط إن مستشار البيت الأبيض لترمب لم يحضر الاجتماع. بالإضافة إلى ذلك، أشارت لائحة الاتهام الأصلية إلى ادعاء محدد قدمه حول بنسلفانيا، والذي ذكره مسؤولو وزارة العدل في الليلة السابقة بأنه كاذب؛ بينما حذفت لائحة الاتهام المعدلة هذا الادعاء. | 92–93   | 75–76   |
| في 4 يناير، حذر مستشار ترمب الكبير إيستمان من أن الخطة ستسبب "أعمال شغب في الشوارع." فرد إيستمان بأن العنف ضروري أحيانًا. | 94      | 77      |
| التغيير: قالت لائحة الاتهام الأصلية إن المستشار الكبير أخبر ترمب أن إيستمان اعترف بأن الخطة ستفشل؛ تم حذف هذا من لائحة الاتهام المعدلة. | 94      | 77      |
| في صباح 5 يناير، بتوجيه من ترمب، اجتمع مدير مكتب بنس ومستشار بنس مرة أخرى مع إيستمان. ضغط إيستمان على تفضيل ترمب بأن يرفض بنس بشكل أحادي ناخبي الولايات المستهدفة. أخبر إيستمان مستشار بنس أنه يعلم أن المحكمة العليا سترفض اقتراحه بالإجماع وبالتالي كان يأمل ألا تُطرح المسألة على المحكمة لتقررها. وحذر مستشار بنس إيستمان من أن الخطة ستسبب "وضعًا كارثيًا" يتم فيه "تقرير الانتخابات في الشوارع." وشجع ترمب أنصاره على السفر إلى واشنطن في 6 يناير، مما خلق توقعات كاذبة بأن بنس يمكنه بشكل شرعي استخدام دوره الشرفي [توضح لائحة الاتهام المعدلة: "كرئيس مجلس الشيوخ"] لإلغاء نتيجة الانتخابات. غرد ترمب: "نائب الرئيس لديه السلطة لرفض الناخبين المختارين بشكل احتيالي" و"سأكون متحدثًا في تجمع إنقاذ أمريكا غدًا"، بما في ذلك الوقت والمكان. | 95–96   | 78–79   |
| التغيير: قالت لائحة الاتهام الأصلية إن ترمب غرد بأن أنصاره كانوا "يغمرون" واشنطن لأنهم "لا يريدون رؤية انتصار انتخابي مسروق .... بلدنا قد سئمت، ولن تتحمل المزيد! نسمعكم (ونحبكم) من المكتب البيضاوي." تم حذف هذه التغريدة من لائحة الاتهام المعدلة. | 95–96   | 78–79   |
| في 5 يناير، التقى ترمب وبنس بشكل خاص. رفض بنس مرة أخرى الامتثال للطلب [توضح لائحة الاتهام المعدلة أنه طُلب منه "استخدام منصبه كرئيس مجلس الشيوخ" لعرقلة الإجراءات]، وهدد ترمب بانتقاده علنًا. علم مدير مكتب بنس بهذا التهديد وأبلغ رئيس فريق الحماية السرية لبنس. | 97      | 80      |
| تم حذف هذا التصريح من لائحة الاتهام المعدلة: "عندما بدأت الحشود بالتجمع في واشنطن وكانت أصواتهم مسموعة من المكتب البيضاوي، علق المدعى عليه على مستشاريه بأن الحشد في اليوم التالي 6 يناير سيكون 'غاضبًا'." | 98      | لا      |
| في مساء 5 يناير، بتوجيه من ترمب، أصدرت حملته بيانًا كان يعلم أنه كاذب: "نائب الرئيس وأنا متفقان تمامًا على أن نائب الرئيس لديه السلطة للتصرف." | 99      | 81      |
| من الصباح الباكر في 6 يناير، كان ترمب يكذب للضغط على بنس لإعلانه الفائز بشكل احتيالي، وخلق توقعات عامة بأن بنس قد يحدد الفائز. غرد ترمب في الساعة 1 صباحًا: "إذا جاء نائب الرئيس @Mike_Pence لصالحنا، سنفوز بالرئاسة." بعد الساعة 8 صباحًا بقليل، غرد: "الولايات تريد تصحيح أصواتها، التي تعرف الآن أنها كانت مبنية على مخالفات وتزوير، بالإضافة إلى عملية فاسدة لم تحصل أبدًا على موافقة تشريعية. كل ما على مايك بنس فعله هو إعادتها إلى الولايات، وسنفوز. افعلها يا مايك، هذا وقت الشجاعة القصوى!" | 100     | 82      |
| في صباح 6 يناير، بناءً على فهم وكيل ترمب بأن شهادات الناخبين المزيفة لولاية ميشيغان وويسكونسن لم يتم إرسالها بنجاح إلى بنس أو الأرشيفي، طلب من عضو في مجلس الشيوخ الأمريكي تسليمها يدويًا إلى بنس. أعطى الوكيل المستندات إلى موظف عضو مجلس الشيوخ، قائلاً إنها "قوائم بديلة للناخبين لولاية ميشيغان وويسكونسن لأن الأرشيفي لم يتلقها." عرض موظف عضو مجلس الشيوخ المستندات على موظف بنس، لكن موظف بنس رفض التسليم. | 101     | 83      |
| في الساعة 11:15 صباحًا، اتصل ترمب ببنس للضغط عليه. رفض بنس. وتوقع ترمب إلقاء خطاب خلال الساعة، فقرر أن يكذب على الحشد بأن بنس لديه السلطة لإعادة الأصوات الانتخابية إلى الولايات – وهو لغة كان مستشاروه قد نصحوه بحذفها. | 102     | 84      |
| بناءً على طلب ترمب، ألقى جولياني وإيستمان تصريحاتهما العامة أولاً، مما زاد الضغط على بنس بناءً على ادعاءات انتخابية كانا يعلمان أنها كاذبة. قال جولياني للحشد إن بنس يمكنه "تجاهل [قانون فرز الأصوات الانتخابية]" والبت بشكل أحادي في "صحة هذه الأصوات المزورة". وكذب قائلاً إن لديهم "رسائل من خمسة مجالس تشريعية تتوسل إلينا" لإعادة قوائم الناخبين إلى المجالس التشريعية، ودعا إلى "محاكمة بالقتال." قال إيستمان للحشد إن بنس يجب أن "يسمح للمجالس التشريعية للولاية بالتحقيق في هذا الأمر حتى نصل إلى الحقيقة ويعرف الشعب الأمريكي ما إذا كنا نتحكم في اتجاه حكومتنا أم لا. لم نعد نعيش في جمهورية ذات حكم ذاتي إذا لم نتمكن من الحصول على إجابة لهذا السؤال." | 103     | 85      |
| عندما بدأ ترمب التحدث في الساعة 11:56 صباحًا، كذب بشكل متكرر. ما قاله كان "جزءًا لا يتجزأ من خططه الإجرامية لإعاقة الوظيفة الحكومية الفيدرالية، وعرقلة التصديق، والتدخل في حق الآخرين في التصويت وحساب أصواتهم." "كرر ادعاءات كاذبة حول تزوير الانتخابات، وأعطى أملًا كاذبًا بأن نائب الرئيس قد يغير نتيجة الانتخابات، ووجه الحشد أمامه للتوجه إلى الكابيتول كوسيلة لعرقلة التصديق والضغط على نائب الرئيس لعرقلة التصديق بشكل احتيالي." كذب ترمب قائلاً إن "الولايات تعرضت للاحتيال" و"الآن يريدون إعادة التصديق." وقال إن بنس يمكنه تغيير نتيجة الانتخابات. بعد أن قال ترمب "الطريقة الوحيدة التي يمكن أن يحدث بها ذلك هي إذا وافق مايك بنس على إعادتها"، بدأ الحشد يهتف "أعدها." قال ترمب: "عندما تمسك بشخص في عملية احتيال، يُسمح لك باتباع قواعد مختلفة جدًا." وقال للحشد إنه "إذا لم تحاربوا بشراسة، فلن تعود لديكم دولة بعد الآن"، وأمرهم بالتوجه إلى الكابيتول، ملمحًا إلى أنه سيصحبهم، وأمرهم بمقابلة أعضاء الكونغرس بـ"فخر وجرأة... لاستعادة بلدنا." | 104     | 86      |
| التغيير: أوضحت لائحة الاتهام المعدلة أن ترمب كان يطلب من بنس "استخدام منصبه كرئيس مجلس الشيوخ". فيما يتعلق ببيان ترمب بأنه "يُسمح لك باتباع قواعد مختلفة جدًا"، أضافت لائحة الاتهام المعدلة أن ترمب "أشار بشكل محدد إلى العملية التي يتم من خلالها عد الأصوات الانتخابية خلال الإجراءات، بما في ذلك قوله: 'لقد جئنا لنطالب الكونغرس بفعل الشيء الصحيح وعد فقط الناخبين الذين تم اختيارهم بشكل قانوني.'" | 104     | 86      |
| بدأ آلاف الأشخاص بالتوجه إلى الكابيتول. | 105     | 87      |
| قبل الساعة 1 مساءً بقليل، أصدر بنس بيانًا عامًا يفيد بأن دوره كرئيس مجلس الشيوخ في إجراءات التصديق لا يخوله "تحديد الأصوات الانتخابية التي يجب احتسابها وتلك التي لا يجب احتسابها." لائحة الاتهام الأصلية تحدد أن إجراءات التصديق "كانت على وشك البدء"؛ بينما حذفت لائحة الاتهام المعدلة ذلك. | 106     | 88      |
| بينما كان ترمب يتحدث، تجمع حشد عند الكابيتول. أنصار ترمب الذين جاءوا إلى واشنطن بتوجيه منه "اخترقوا الحواجز التي تحيط بأرض الكابيتول وتقدموا نحو المبنى، بما في ذلك الهجوم بعنف على ضباط إنفاذ القانون الذين كانوا يحاولون تأمينه." | 107     | 89–91   |
| التغيير: أضافت لائحة الاتهام المعدلة هذا السياق: "على أرضية مجلس النواب، بدأ نائب الرئيس، في دوره كرئيس مجلس الشيوخ، إجراءات التصديق. في حوالي الساعة 1:11 مساءً، فتح نائب الرئيس شهادات التصويت وشهادات التأكيد التي أرسلها الناخبون الشرعيون لولاية أريزونا إلى واشنطن، وفقًا لقانون فرز الأصوات الانتخابية. بعد أن قدم عضو في الكونغرس وعضو في مجلس الشيوخ اعتراضًا على شهادات أريزونا، انسحب مجلس النواب ومجلس الشيوخ إلى غرفهم المنفصلة لمناقشة الاعتراض." | 107     | 89–91   |
| بعد أن أنهى ترمب حديثه، عاد إلى البيت الأبيض، حيث شاهد التلفزيون وقرأ تويتر. | 108     | 92      |
| التغيير: أوضحت لائحة الاتهام المعدلة أنه عاد حوالي الساعة 1:30 مساءً. لائحة الاتهام الأصلية تقول إنه "شاهد الأحداث في الكابيتول تتكشف على شاشة التلفزيون في غرفة الطعام المجاورة للمكتب البيضاوي." بينما تقول لائحة الاتهام المعدلة: "قضى معظم فترة بعد الظهر في مراجعة تويتر على هاتفه، بينما كان التلفزيون في غرفة الطعام يعرض أحداثًا مباشرة من الكابيتول." | 108     | 92      |
| بعد "أكثر من ساعة من التقدم المستمر والعنيف، اقتحم الحشد المبنى." في حوالي الساعة 2:20 مساءً، وبعد انقطاع الإجراءات الرسمية، قام موظفو مجلس الشيوخ بإخلاء شهادات التصويت للناخبين الشرعيين وشهادات التأكيد لحكام الولايات. كما اضطر مجلس النواب إلى تأجيل الجلسة." | 109     | 93      |
| التغيير: أضافت لائحة الاتهام المعدلة أن الاقتحام "أجبر مجلس الشيوخ على تأجيل الجلسة." | 109     | 93      |
| عندما علم باقتحام الكابيتول، أخبر مستشارو ترمب بالوضع. نصحوه بإصدار بيان لتهدئة المحتجين، لكنه رفض، قائلاً مرارًا إنهم غاضبون لأن الانتخابات قد سُرقت. | 110     | لا      |
| بهدف "مزيد من التأخير وعرقلة التصديق"، غرد ترمب بأن "مايك بنس لم يكن لديه الشجاعة لفعل ما كان يجب فعله". بعد دقيقة واحدة، قام جهاز الخدمة السرية بإخلاء بنس إلى مكان آمن. هتف الحشد عند الكابيتول: "شنقوا مايك بنس!"؛ "أين بنس؟ أخرجوه!"؛ و"بنس الخائن!" | 111–113 | 94–96   |
| التغيير: لائحة الاتهام الأصلية تقول إن ترمب أرسل هذه التغريدة "بعد أن غادر المستشارون [له] وحيدًا في غرفة الطعام"، بينما تقول لائحة الاتهام المعدلة إنه أرسلها "شخصيًا، دون مساعدة". | 111–113 | 94–96   |
| على الرغم من إلحاح مستشارين كبار بما في ذلك مستشار البيت الأبيض، ونائب مستشار البيت الأبيض، ورئيس الموظفين، ونائب رئيس الموظفين، ومستشار كبير، رفض ترمب إرسال رسالة تطلب من المحتجين مغادرة الكابيتول. بدلاً من ذلك، غرد باقتراحات كاذبة بأن الحشد كان بالفعل سلميًا، بما في ذلك: "ابقوا سلميين!" و"أطلب من الجميع في الكابيتول الأمريكي البقاء سلميين. لا عنف! تذكروا، نحن حزب القانون والنظام..." وتحدث هاتفيًا مع زعيم الأقلية في مجلس النواب كيفن مكارثي، قائلاً له إن الحشد كان على ما يبدو أكثر غضبًا بشأن الانتخابات من مكارثي. في حديقة الورود، سجل مقطع فيديو كذب فيه بأن الانتخابات قد "سُرقت منا"، وقال للمؤيدين إنهم "مميزون جدًا" وأن "نحن نحبكم"، لكنه طلب منهم مغادرة الكابيتول. تم نشر هذا الفيديو على تويتر. ثم شاهد الهجوم على الكابيتول على التلفزيون، قائلاً: "انظروا، هذا ما يحدث عندما يحاولون سرقة الانتخابات. هؤلاء الناس غاضبون." في المساء، غرد: "هذه هي الأشياء والأحداث التي تحدث عندما تُسلب انتصارًا انتخابيًا مقدسًا بشكل غير لائق وبقسوة من الوطنيين العظماء الذين عوملوا بشكل سيء وغير عادل لفترة طويلة. اذهبوا إلى المنزل بالحب والسلام. تذكروا هذا اليوم إلى الأبد!" | 114–118 | لا      |
| في مساء 6 يناير، حاول ترمب وجولياني استغلال أعمال الشغب في الكابيتول. من الساعة 6:59 مساءً إلى 7:22 مساءً، اتصل جولياني بخمسة أعضاء في مجلس الشيوخ وعضو واحد في مجلس النواب. حاول المتآمر رقم 6 تأكيد أرقام الهواتف لستة أعضاء في مجلس الشيوخ كان ترمب قد طلب من جولياني الاتصال بهم. لأحد أعضاء مجلس الشيوخ، ترك جولياني رسالة صوتية: "نحتاج إليك، أصدقائنا الجمهوريين، لمحاولة إبطاء الأمر... بشكل مثالي حتى نهاية الغد." لعضو آخر، كرر جولياني أكاذيب حول التزوير، بما في ذلك أن الحكام قد صدقوا على نتائج الأصوات مع علمهم بأنها غير صحيحة؛ وأن أعدادًا كبيرة من الأشخاص غير المؤهلين (غير المواطنين والقصر) قد صوتوا؛ وأن تصرفات بنس كانت مفاجئة؛ وأن على العضو "الاعتراض على كل ولاية ونشر هذا قليلاً مثل العرقلة." | 119     | 97      |
| التغيير: لائحة الاتهام الأصلية تقول إن ترمب وجولياني حاولا استغلال أعمال الشغب "عن طريق الاتصال بالمشرعين لإقناعهم... بتأخير التصديق" مع الاستمرار في الكذب حول تزوير الانتخابات. بينما توضح لائحة الاتهام المعدلة بشكل أكثر تحديدًا أن الاثنين جعلا جولياني يقوم بهذه المكالمات، وتوضح أن ترمب "لم يكن لديه دور رسمي" في "إجراءات" التصديق. لائحة الاتهام الأصلية تقول إن ترمب حاول الوصول إلى عضوين في مجلس الشيوخ من خلال مساعدي البيت الأبيض؛ بينما حذفت لائحة الاتهام المعدلة هذا. لائحة الاتهام الأصلية قالت إن مكالمات جولياني انتهت في الساعة 7:18 مساءً؛ بينما صححت لائحة الاتهام المعدلة هذا إلى الساعة 7:22 مساءً. | 119     | 97      |
| بينما كان جولياني يقوم بهذه المكالمات، اتصل مستشار البيت الأبيض بترمب لطلب السماح بالتصديق. رفض ترمب. | 120     | لا      |
| "أعاق الهجوم على الكابيتول وأخر التصديق لمدة ست ساعات تقريبًا، حتى عاد مجلس الشيوخ ومجلس النواب إلى الجلسة بشكل منفصل في الساعة 8:06 مساءً و9:02 مساءً على التوالي، واجتمعا في جلسة مشتركة في الساعة 11:35 مساءً." | 121     | 98      |
| في الساعة 11:44 مساءً، أرسل إيستمان بريدًا إلكترونيًا إلى مستشار بنس، طالبًا منه أن يحث على تأخير لمدة 10 أيام. أشار إيستمان إلى اقتراحه غير القانوني بأنه "انتهاك بسيط نسبيًا" لقانون فرز الأصوات الانتخابية. وبكلمات إيستمان، سيعطي هذا الفرصة "للمجالس التشريعية لإنهاء تحقيقاتها" وإجراء "تدقيق جنائي كامل للكم الهائل من الأنشطة غير القانونية التي حدثت". | 122     | 99      |
| في الساعة 3:41 صباحًا يوم 7 يناير، أعلن بنس، بصفته رئيس مجلس الشيوخ، فوز بايدن. | 123     | 100     |
| ارتكب ترمب والمتآمرون معه واحدًا أو أكثر من الأفعال الموصوفة في: 13، 15–16، 18–22، 24، 26، 28، 30–33، 35، 37–39، 41، 43–44، 46، 50، 52، 54، 56، 57–64، 67، 71–75، 78–82، 84، 85، 87–97، 99–100، 102–104، 111، 114، 116، 118–119، و122. | 124     | لا      |

### التهمة الثانية: التآمر لعرقلة إجراء رسمي
تمت إحالة ترمب بموجب 18 U.S.C. § 1512(k).
| التهمة | الأصلية | المعدلة |
| --- | ------- | ------- |
| "قام ترمب بشكل متعمد بالتواطؤ والتآمر والاتفاق مع متآمرين، معروفين وغير معروفين لهيئة المحلفين الكبرى، لعرقلة وإعاقة إجراء رسمي، وهو تصديق الأصوات الانتخابية." | 125–126 | 101–102 |

### التهمة الثالثة: عرقلة إجراء رسمي
تمت إحالة ترمب بموجب 18 U.S.C. §§ 1512(c)(2), 2.
| التهمة                                                                              | الأصلية | المعدلة |
| ----------------------------------------------------------------------------------- | ------- | ------- |
| "حاول ترمب، وفعل، عرقلة وإعاقة إجراء رسمي بشكل فاسد، وهو تصديق الأصوات الانتخابية." | 127–128 | 103–104 |

### التهمة الرابعة: التآمر ضد الحقوق
تمت إحالة ترمب بموجب 18 U.S.C. § 241.
| التهمة | الأصلية | المعدلة |
| --- | ------- | ------- |
| "قام ترمب بشكل متعمد بالتواطؤ والتآمر والاتفاق مع متآمرين، معروفين وغير معروفين لهيئة المحلفين الكبرى، لإيذاء، قمع، تهديد، وترهيب شخص أو أكثر في ممارسة حق وامتياز مكفول لهم بموجب الدستور وقوانين الولايات المتحدة – وهو الحق في التصويت، وحساب أصواتهم." | 129–130 | 105–106 |

## المتآمرون
أشارت لائحة الاتهام الأصلية إلى ستة متآمرين. على الرغم من عدم ذكر أسمائهم في لائحة الاتهام، أشارت وسائل إعلامية إلى هوياتهم المحتملة بناءً على معلومات عامة. لم يتم توجيه التهم إليهم.
- المتآمر رقم 1: محامي ترمب رودي جولياني، كما أكد محاميه روبرت كوستيلو، الذي ادعى أن لائحة الاتهام "تمزق التعديل الأول لدستور الولايات المتحدة".[53]
- المتآمر رقم 2: محامي ترمب جون إيستمان، كما أكد محاميه هارفي سيلفرغلايت، الذي ادعى أن إيستمان سيتم تبرئته.[69]
- المتآمر رقم 3: محامية ترمب سيدني باول. أشارت سي إن إن إلى أن تواريخ "دعوى قضائية ضد حاكم جورجيا" المذكورة في لائحة الاتهام تتوافق مع دعوى قضائية رفعتها باول.[70] وفي 19 أكتوبر، أقرت باول بالذنب في قضية محاكمة تزوير انتخابات جورجيا (التي يُذكر ترمب فيها كمتهم مشارك) في اتفاق مع المدعين العامين لتقديم شهادتها ضد متهمين آخرين في محاكمات مستقبلية.[71][72]
- المتآمر رقم 4: محامي ترمب جيفري كلارك. أشارت سي إن إن إلى تطابق اقتباسات من بريد إلكتروني في لائحة الاتهام مع اقتباسات من تقرير مجلس الشيوخ.[70] تم حذف كلارك من لائحة الاتهام المعدلة في أغسطس 2024.[73]
- المتآمر رقم 5: محامي ترمب كينيث تشيسبرو. أشارت سي إن إن إلى معلومات صادرة عن لجنة مجلس النواب الخاصة للتحقيق في هجوم 6 يناير.[70][74] وفي 20 أكتوبر، أقر تشيسبرو بالذنب في قضية تزوير انتخابات جورجيا مقابل تقديم شهادته في محاكمات مستقبلية.[75][76]
- المتآمر رقم 6: "مستشار سياسي" يُزعم أنه قام بتسمية محامين في أريزونا، جورجيا، ميشيغان، نيفادا، نيو مكسيكو، بنسلفانيا، وويسكونسن "يمكنهم المساعدة في جهود الناخبين المزيفة". وفي 13 ديسمبر 2020، انضم هذا الشخص إلى مكالمة هاتفية مع رودي جولياني ومستشار حملة كبير لترمب.[77]

لاحقًا، أوضحت لائحة الاتهام المعدلة أن المتآمرين رقم 1، 2، 3، و5 كانوا "محامين خاصين"، وأن المتآمر رقم 6 كان "مستشارًا سياسيًا خاصًا". كما حذفت المتآمر رقم 4 بالكامل.  

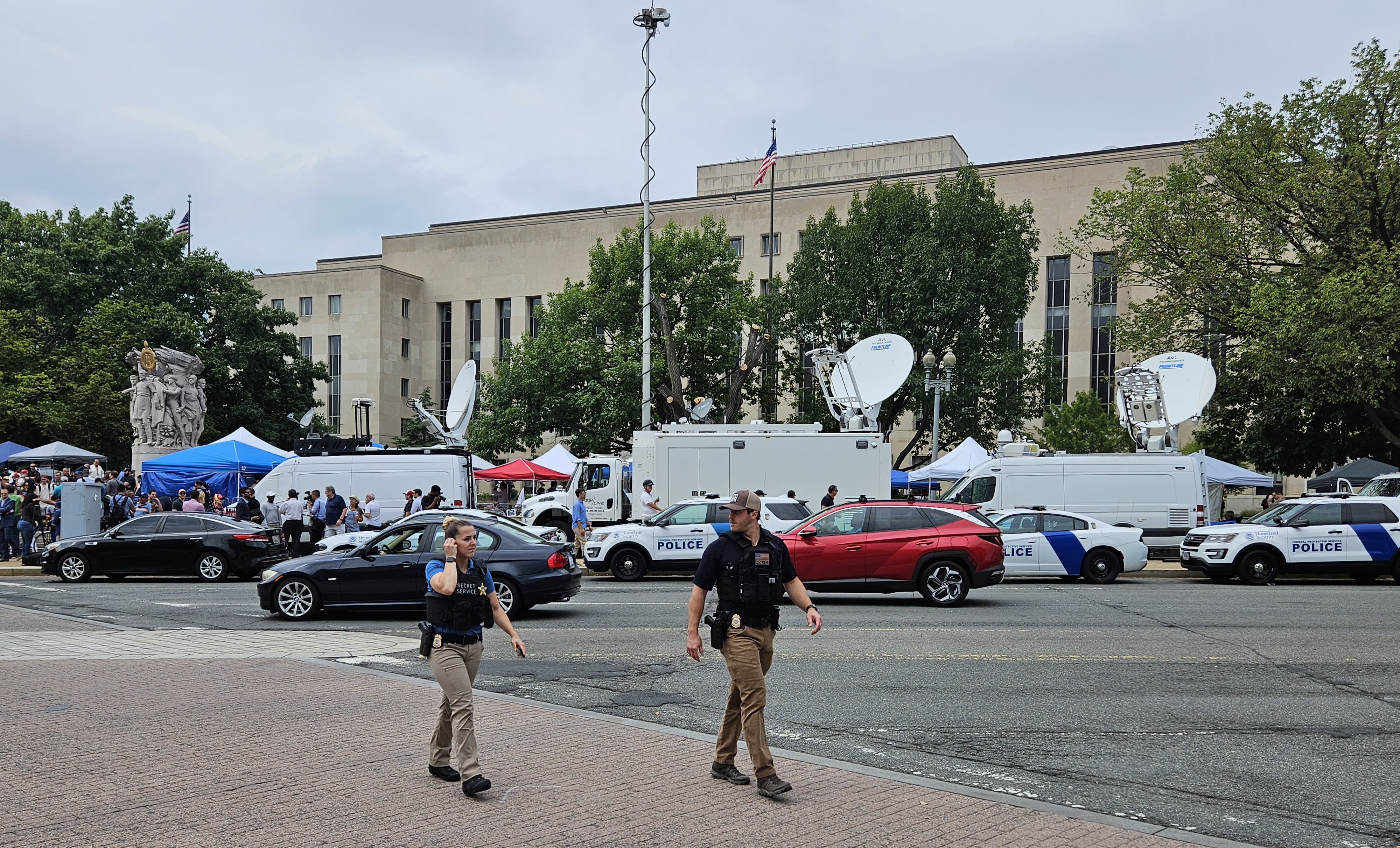
دوريتان من جهاز الخدمة السرية الأمريكية يقومان بدوريات أمام المحكمة قبل جلسة الاستماع

## الجدول الزمني

### الجدول الزمني الأولي
في أغسطس 2023، حددت القاضية تشوتكان موعد المحاكمة ليوم 4 مارس 2024. كان هذا قريبًا من اقتراح المدعين العامين الفيدراليين ببدء المحاكمة في 2 يناير 2024، بينما اقترح فريق ترمب موعدًا في أبريل 2026.
في الأصل، كان من المقرر تقديم جميع الطلبات القضائية ما قبل المحاكمة بحلول 9 أكتوبر. وفي 28 سبتمبر، طلب محامو ترمب تمديدًا لمدة 60 يومًا. وفي 6 أكتوبر، مددت تشوتكان الموعد النهائي لتقديم طلبات الإلغاء والطلبات القضائية الأخرى (باستثناء الطلبات الأولية وطلبات منع الأدلة) حتى 23 أكتوبر.
في 10 أكتوبر، واعترافًا بأن عملية اختيار هيئة المحلفين ستتضمن الكشف عن هويات المحلفين المحتملين للفرق القانونية، أوصى المدعون العامون بمنع المحامين من "إضافة" أو "متابعة" حسابات وسائل التواصل الاجتماعي الخاصة بالمحلفين المحتملين. وفي 2 نوفمبر، قضت تشوتكان بأن عملية اختيار هيئة المحلفين ستبدأ في 9 فبراير (تماشيًا مع طلب الادعاء ببدء العملية في أوائل فبراير)، وأمرت بعدم مشاركة أي أبحاث متعلقة بهيئة المحلفين مع أي كيان قانوني آخر (مثل حملة ترمب الرئاسية) أو الكشف عن هويات المحلفين المحتملين علنًا.

## الجدول الزمني بعد قضية الحصانة
في الجلسة الثانية لترمب في 5 سبتمبر 2024، تناولت القاضية تشوتكان أولاً قضية الحصانة. أكدت أن المحكمة العليا منحتها سلطة تقديرية لتقرير ما إذا كانت الأدلة المتعلقة بمايك بنس مقبولة أم لا ، وحتى إذا قررت أن الأدلة غير مقبولة، فإنها ليست ملزمة بإسقاط لائحة الاتهام بأكملها.
ثم تناولت الجدول الزمني. لاحظت أن المواعيد النهائية القديمة لتقديم الشهود والأدلة قد "انقضت منذ فترة طويلة"، لأن القضية كانت معلقة أثناء استئناف ترمب. قالت إن "نحن بالكاد نركض نحو خط النهاية" وأصرت على أن "هناك حاجة لبعض الحركة إلى الأمام في هذه القضية."  وأضافت أن أي إجراءات باقية في مرحلة الكشف عن الأدلة ‏ يجب أن تتم بشكل سريع.
بعد ساعات من انتهاء الجلسة، حددت مواعيد نهائية جديدة لتقديم المستندات القضائية، بما في ذلك:
- يجب على المدعين العامين تقديم مذكرتهم الافتتاحية حول قضية الحصانة بحلول 26 سبتمبر (وهو ما فعلوه). وقد طلبوا وقتًا إضافيًا لهذا الغرض.[92] ويجب على ترمب تقديم ردّه بحلول 17 أكتوبر [93] (تم تمديده لاحقًا إلى 7 نوفمبر).[94]
- رد المدعين العامين على قضية الحصانة بحلول 29 أكتوبر (تم تمديده لاحقًا إلى 21 نوفمبر). كما تم تمديد الموعد النهائي لرد ترمب إلى 5 ديسمبر.[94]
- 7 نوفمبر: المذكرة النهائية لترمب حول شرعية تعيين المحامي الخاص.

لم يتم تضمين أي جلسات استماع في الجدول الزمني بعد. ولم تحدد تشوتكان موعدًا للمحاكمة،  معترفة بأن القضية ستعود إلى المحكمة العليا قبل أن تصل إلى المحاكمة. وقالت: "نعلم جميعًا أن أي قرار أتخذه بشأن الحصانة سيتم استئنافه." 
عقب فوز ترمب في الانتخابات في نوفمبر 2024 مباشرة، تم الإبلاغ عن أن وزارة العدل كانت تدرس كيفية إنهاء القضية. وفي 25 نوفمبر، قدم سميث طلبًا لإسقاط جميع التهم الموجهة ضد ترمب، مستشهدًا بسياسة وزارة العدل بعدم محاكمة الرؤساء الحاليين،  ووافقت تشوتكان على الطلب في نفس اليوم.

## الإجراءات ما قبل المحاكمة
لا يُسمح بالكاميرات داخل قاعة المحكمة.

### أوامر الحماية وإجراءات الأمن
في 4 و5 أغسطس، قدم المحامي الخاص طلبات إلى المحكمة تهدف إلى تقييد ترمب من إصدار تصريحات عامة حول القضية وفرض أمر حماية (protective order) على ترمب ومحاميه لمنعهم من الكشف عن الأدلة (كما أشاروا إلى أن ترمب فعل ذلك في قضايا أخرى). وعلى وجه الخصوص، استشهدوا بمنشورات على وسائل التواصل الاجتماعي في 4 و5 أغسطس هدد فيها ترمب بالانتقام من أي شخص "يُقدم عليه" ووصف بنس بأنه "واهم". ووصفت حملة ترمب هذه التصريحات بأنها خطاب سياسي يجب السماح به. وعندما رفضت تشوتكان منح فريق ترمب طلبًا بتمديد الوقت للرد لمدة ثلاثة أيام إضافية، هاجمها ترمب على وسائل التواصل الاجتماعي، مطالبًا بإزالتها من القضية ونقل القضية خارج مقاطعة كولومبيا. وفي 7 أغسطس، طلب محامو ترمب أمرًا أقل تقييدًا "يحمي فقط المواد الحساسة حقًا من العرض العام"، فرد المدعون العامون بأن ترمب يسعى "لمحاكمة هذه القضية في الإعلام بدلًا من قاعة المحكمة". وحددت تشوتكان جلسة استماع في 11 أغسطس.
في 8 أغسطس، أصر ترمب على أنه سيستمر في التحدث علنًا عن القضية. وفي 10 أغسطس، لوحظ أن تشوتكان كانت تحت حماية مارشالات الولايات المتحدة، مما كشف عن مستوى متزايد من الأمن. وفي الأسبوع التالي، تم اتهام امرأة من تكساس بترك رسالة صوتية لتشوتكان تحتوي على إهانات عنصرية وجنسية وتهديدات بالقتل، قائلة: "مرحبًا أيها العبد الزنجي الغبي... إذا لم يُنتخب ترمب في 2024، سنأتي لقتلك، لذا تحركي بحذر، أيتها العاهرة... سيتم استهدافك شخصيًا، علنًا، عائلتك، كل شيء". وفي جلسة الاستماع يوم 11 أغسطس، أصدرت تشوتكان أمر حماية أقل شمولًا مما طلبه المدعون العامون، الذين أرادوا حظر جميع الأدلة المقدمة في مرحلة الاكتشاف. وسمح أمر الحماية لترمب بالوصول إلى بعض المعلومات غير الحساسة. وحذرت محامي ترمب من أن التصريحات العامة الاستفزازية من قبل الرئيس السابق ستجعلها تتخذ إجراءات لتسريع المحاكمة ومنع التلاعب بالشهود وتلويث هيئة المحلفين. وأكدت أن وضع ترمب كمتهم جنائي له الأولوية على حريته في التعبير كمرشح سياسي.
قضت القاضية تشوتكان بأنه يمكن لترمب مراجعة المواد بمفرده، ولكن فقط إذا تأكد محاموه من أنه لا يمتلك أي جهاز يمكنه نسخها. وأخبر أحد المدعين العامين المحكمة أنه بمجرد تفعيل أمر الحماية، يتوقع المحامي الخاص تقديم حوالي 11.6 مليون صفحة أو ملف من المواد للدفاع بحلول نهاية أغسطس. وأظهرت وثائق المحكمة التي صدرت في 15 سبتمبر أن المحامي الخاص طلب سابقًا من القاضية تشوتكان في مذكرات مغلقة فرض "أمر تقييد خطاب" (gag order) "محدود بدقة" على ترمب، مؤكدًا أنه منذ اتهامه "قام بنشر منشورات عامة مهينة وملتهبة على Truth Social بشكل شبه يومي تتعلق بمواطني مقاطعة كولومبيا، والمحكمة، والمدعين العامين، والشهود المحتملين."  وفي 29 سبتمبر، قدم سميث مذكرة أخرى تتعلق بتصريحات مهينة حديثة أدلى بها ترمب حول براد رافينسبيرجر، وويليام بار، ورئيس هيئة الأركان المشتركة السابق مارك ميلي، وكلهم تم تحديدهم كشهود في لائحة اتهام ترمب. وكان ترمب قد اقترح في 22 سبتمبر أن ميلي يجب أن يُعدم بتهمة الخيانة. وأكدت المذكرة أنه "لا يُسمح لأي متهم جنائي آخر بإصدار تصريحات عامة توحي بأن شهودًا معروفين في قضيته يجب إعدامهم. ولا ينبغي أن يُسمح لهذا المتهم بذلك أيضًا." 
في 16 أكتوبر، وبعد جلسة استماع، منحت تشوتكان أمر تقييد خطاب محدود. ويحظر أمر التقييد على جميع الأطراف إصدار تصريحات عامة تستهدف جاك سميث أو موظفيه، أو محامي الدفاع أو موظفيهم، أو القاضي أو موظفي المحكمة، أو أي شهود محتملين أو جوهر شهادات الشهود من خلال التشهير أو الترهيب أو المضايقة. ولا يحظر أمر التقييد على ترمب إصدار تصريحات تنتقد إدارة بايدن، أو وزارة العدل، أو مقاطعة كولومبيا، أو المرشحين الرئاسيين الآخرين ومنصاتهم السياسية، أو إجراءات المحاكمة باعتبارها غير عادلة أو مدفوعة بدوافع سياسية. وفي اليوم التالي، قدم محامو ترمب استئنافًا ضد أمر التقييد زاعمين أنه ينتهك بند حرية التعبير في التعديل الأول لدستور الولايات المتحدة،  وأصدرت تشوتكان أمرًا بوقف تنفيذ أمر التقييد في 20 أكتوبر. وفي 25 أكتوبر، قدم الادعاء ردًا على أمر الإيقاف مؤكدًا ضرورة إعادة تفعيل أمر التقييد. وفي نفس اليوم، قدمت الاتحاد الأمريكي للحريات المدنية (ACLU) مذكرة صديق المحكمة (amicus brief) ضد أمر التقييد، مؤكدة أنه ينتهك التعديل الأول.
في 29 أكتوبر، منحت القاضية تشوتكان طلب الادعاء، مشيرة في حكمها إلى أن "حقوق التعديل الأول للمشاركين في الإجراءات الجنائية ... تخضع، عند الضرورة، للإدارة المنظمة للعدالة – وهو مبدأ ينعكس في سابقة المحكمة العليا"، مستشهدة بقضية Gentile v. State Bar of Nevada (1991)، التي أكدت أن "على عكس حجة المدعى عليه، فإن الحق في محاكمة عادلة ليس له وحده، بل يعود أيضًا إلى الحكومة والجمهور." 
في 2 نوفمبر، استأنف محامو ترمب إعادة تفعيل أمر التقييد من قبل تشوتكان، وطلبوا من محكمة الاستئناف لدائرة مقاطعة كولومبيا وقف أمر التقييد أثناء الاستئناف. وفي اليوم التالي، منحت المحكمة وقف التنفيذ وحددت جلسة استماع. وفي 14 نوفمبر، حثت مذكرة الادعاء على تأييد أمر التقييد.
في جلسة الاستماع يوم 20 نوفمبر، اقترحت لجنة من ثلاثة قضاة (برئاسة براد غارسيا، وباتريشيا ميليت، وكورنيليا بيلارد) أنها قد تحد من نطاق أمر التقييد. وأشارت إلى سابقة المحكمة العليا التي تشير إلى أن حماية نزاهة الإجراءات الجنائية تفوق حقوق حرية التعبير عند الموازنة بين الحق في حرية التعبير والحق في محاكمة عادلة.
في 23 نوفمبر، حثت مذكرة الادعاء على إعادة تفعيل أمر التقييد، مستشهدة بوثيقة جمعت مئات الرسائل الصوتية التي تحتوي على تهديدات ومضايقات موجهة إلى القاضي آرثر إنغورون في نظام المحاكم الموحد لولاية نيويورك في إطار التحقيق المدني في منظمة ترمب. وفي اليوم التالي، رد الدفاع مدعيًا أن الأدلة التي استشهد بها الادعاء كانت غير ذات صلة.
في 8 ديسمبر، أيدت لجنة القضاة الثلاثة في محكمة الاستئناف بشكل كبير أمر التقييد. قضت المحكمة بأن ترمب لا يمكنه التحدث عن المدعين العامين أو موظفي المحكمة أو عائلاتهم. ومع ذلك، يُسمح لترمب بالتحدث عن الشهود طالما أنه لا يتحدث بشكل محدد عن مشاركتهم في القضية. كما يُسمح له بالتحدث عن المحامي الخاص جاك سميث، والرئيس جو بايدن، ووزارة العدل، ويُسمح له بالقول إن التهم "مدفوعة بدوافع سياسية". في 18 ديسمبر، طلب ترمب من المحكمة إعادة النظر في قرارها؛  وفي 23 يناير، رفضت المحكمة الكاملة المكونة من 11 قاضيًا الطلب. (وما زال ترمب قادرًا على الاستئناف أمام المحكمة العليا الأمريكية، كما أشار سابقًا.) 
في 7 يناير 2024، تعرض منزل القاضية تشوتكان لـ"سواتينغ" (أي أن شخصًا ما أبلغ عن جريمة عنيفة زائفة لاستدعاء الشرطة).

### طلبات أخرى قبل المحاكمة
في 11 سبتمبر 2023، طلب ترمب من القاضية تشوتكان أن تتنحى عن القضية، متهمًا إياها بـ"الحكم المسبق على الوقائع المتعلقة بالقضية ومدى مسؤوليته". وفي 17 سبتمبر، كرر الطلب. ورفضت تشوتكان الطلب بعد عشرة أيام.
كما قدمت مجموعة من منظمات الإعلام في 5 أكتوبر طلبًا إلى تشوتكان للسماح ببث مباشر لإجراءات المحاكمة.
في 10 أكتوبر، قدم المدعون العامون طلبًا إلى المحكمة يشيرون فيه إلى أن ترمب وفريقه القانوني أعلنوا "بشكل متكرر وعلني" أنهم سيستخدمون دفاعًا يعتمد على "نصيحة المحامي"، أي تحويل اللوم إلى محاميين معينين لتقديمهم نصائح خاطئة لترمب. وطلب المدعون العامون من القاضية تشوتكان أن تأمر ترمب بالكشف بحلول 18 ديسمبر عما إذا كان ينوي استخدام هذا الدفاع. وهذا الدفاع يتطلب من ترمب الكشف عن الاتصالات والأدلة المتعلقة بمحاميه الحاليين والسابقين، وبالتالي يتخلى عن ادعاءاته المتعلقة بامتياز المحامي-الموكل. وأشار المدعون العامون في الطلب إلى أن 25 شاهدًا على الأقل قد استندوا إلى امتياز المحامي-الموكل خلال التحقيق.
في 11 أكتوبر، قدم محامو ترمب طلبًا للاكتشاف (motion for discovery) بناءً على ادعاءات النائب الأمريكي باري لودرميلك بأن لجنة 6 يناير في مجلس النواب لم تسلم جميع أدلتها أثناء التحقيق الذي كانت تخضع له من قبل لجنة الإشراف التابعة لمجلس النواب. وطلب الطلب إصدار أوامر استدعاء (subpoenas) إلى بيني طومسون (رئيس لجنة 6 يناير في مجلس النواب)، ولودرميلك، ولجنة الإشراف التابعة لمجلس النواب، وكاتب مجلس النواب، وأمين الأرشيف الوطني الأمريكي، ومحامي البيت الأبيض ووزارة الأمن الوطني.
في 23 أكتوبر، قدم محامو ترمب ثلاث طلبات لرفض لائحة الاتهام على أساس أنها تنتهك بند حرية التعبير، وتنتهك بند الحماية من المحاكمة المزدوجة وبند الإجراءات القانونية الواجبة في التعديل الخامس (حيث تم الاستشهاد بالأول بسبب تبرئة ترمب في محاكمة العزل الثانية)، وأن لائحة الاتهام لا تحدد جريمة، وأنها تمثل ملاحقة انتقائية، بالإضافة إلى طلب حذف الاتهامات المتعلقة بهجوم 6 يناير على الكابيتول باعتبارها متحيزة ومثيرة للفتنة. في 3 نوفمبر، قدم الادعاء ردًا على طلب اتحاد الإعلام في 5 أكتوبر، وحث تشوتكان على رفضه وفقًا للقاعدة 53 من قواعد الإجراءات الجنائية الفيدرالية. في 6 نوفمبر، قدم الادعاء ردًا على طلبات الرفض المقدمة في 23 أكتوبر، مؤكدًا أنها "بدون أساس قانوني". في 10 نوفمبر، قدم محامو ترمب ردًا لدعم طلب اتحاد الإعلام المقدم في 5 أكتوبر،  ورد الادعاء في 13 نوفمبر معارضًا ذلك. في 17 نوفمبر، قضت تشوتكان بأن الدفاع فشل في إثبات أن اللغة في لائحة الاتهام كانت متحيزة أو مثيرة للفتنة، ورفضت طلب الحذف المقدم في 23 أكتوبر. في 27 نوفمبر، رفضت تشوتكان طلب الاكتشاف المقدم من محامي ترمب في 11 أكتوبر.
في 28 نوفمبر، قدم محامو ترمب طلبًا لإجبار الاكتشاف (motion to compel discovery) في ملفين منفصلين يتضمنان 59 طلبًا منفصلًا للحصول على أدلة من الادعاء تتعلق بتزوير الانتخابات، أو التدخل الأجنبي الفعلي أو المحاول في بنية الانتخابات خلال الانتخابات، أو التحيز السياسي في تقييمات مجتمع الاستخبارات الأمريكي بشأن التدخل الأجنبي، أو وجود أي عملاء سريين أو مخبرين حكوميين محتملين في هجوم 6 يناير على الكابيتول، والاتصالات أو التنسيق بين وزارة العدل وإدارة بايدن أو عائلة بايدن (بما في ذلك هانتر بايدن).
في 27 ديسمبر، طلب المحامي الخاص من المحكمة منع ترمب من تقديم "معلومات مضللة غير ذات صلة"، مثل اتهامات ترمب بأن عمدة واشنطن العاصمة، والحرس الوطني، وشرطة الكابيتول فشلوا في منع الهجوم. وجادل سميث قائلًا: "لا يمكن لسارق البنك أن يدافع عن نفسه بإلقاء اللوم على حارس البنك لفشله في إيقافه." 
في 16 أكتوبر 2024، جادل المحامي الخاص في ملف قضائي بأن القضية لا ينبغي رفضها. وكان ترمب قد جادل بأنه يجب رفضها. وكانت المحكمة العليا قد قضت في وقت سابق من ذلك العام بأن تهم العرقلة في قضايا 6 يناير يمكن أن تُرفع لتقديم وثائق مزورة في إجراءات تصديق الهيئة الانتخابية (كما تم اتهام ترمب بذلك بالفعل)، ولكن ليس لأعمال الشغب.

### نزاع الحصانة

#### الاستئنافات
في 5 أكتوبر 2023، قدم محامو ترمب طلبًا لرفض لائحة الاتهام، مستشهدين بحصانة الرئيس بموجب قضية Nixon v. Fitzgerald.
في 1 ديسمبر 2023، رفضت القاضية تشوتكان طلب رفض لائحة الاتهام المقدم في 5 أكتوبر بناءً على حصانة الرئيس، وطلب الرفض المقدم في 23 أكتوبر بناءً على بند حرية التعبير، وبند الحماية من المحاكمة المزدوجة، وبند الإجراءات القانونية الواجبة.
في 7 ديسمبر 2023، قدم ترمب إشعارًا بأنه يخطط للاستئناف ضد قرار تشوتكان.
في 13 ديسمبر 2023، أوقفت تشوتكان جميع المواعيد النهائية في القضية، بما في ذلك المحاكمة القادمة نفسها، حتى يتم حل نزاع الحصانة أولاً. وظل أمر التقييد ساري المفعول. بعد أن أوقفت تشوتكان القضية، قدم المدعون العامون إشعارًا عامًا بأنهم سيقدمون مواد الاكتشاف، على الرغم من أنهم لم يعودوا ملزمين بموعد نهائي فوري للقيام بذلك.
في 4 يناير 2024، طلب فريق ترمب من تشوتكان رفض هذه الملفات واتخاذ إجراءات ضد المدعين العامين بتهمة ازدراء المحكمة. ورد المدعون العامون في اليوم التالي قائلين إن ترمب لم يتضرر من "مجرد استلام" المستندات قبل الموعد النهائي، خاصةً أنه لم يكن لديه موعد نهائي للرد عليها.
في 9 يناير 2024، استمعت محكمة الاستئناف لدائرة مقاطعة كولومبيا إلى المرافعات في نزاع الحصانة. وحضر ترمب الجلسة شخصيًا. ردًا على سؤال افتراضي طرحته القاضية بان حول ما إذا كان بإمكان رئيس أمريكي أن يأمر فريق البحرية الخاص (SEAL Team Six) باغتيال منافس سياسي، جادل ساور بأنه ما لم يتم عزل الرئيس وإدانته لاحقًا بسبب هذا الأمر غير القانوني، فلا يمكن محاكمة الرئيس جنائيًا.
في 6 فبراير 2024، أكدت لجنة محكمة الاستئناف بالإجماع قرار محكمة المقاطعة، وخلصت إلى أن الأفعال المزعومة لترمب "تفتقر إلى أي سلطة تقديرية قانونية... وهو مسؤول أمام المحكمة عن سلوكه" لأن "الرئيس السابق ترمب أصبح مواطنًا ترمب... وأي حصانة تنفيذية قد تكون قد حمته أثناء خدمته كرئيس لم تعد تحميه من هذه الملاحقة القضائية."  وأكدت اللجنة كذلك أن الرؤساء السابقين لا يتمتعون بحصانة لـ"خرقهم المزعوم للقوانين الجنائية العامة" أثناء وجودهم في المنصب، وخاصة "لارتكاب جرائم من شأنها أن تعطل أهم ضوابط السلطة التنفيذية – الاعتراف بنتائج الانتخابات وتنفيذها".
في 12 فبراير 2024، قدم محامو ترمب طلبًا يطلبون من المحكمة العليا منع قرار محكمة الاستئناف.
في 28 فبراير 2024، منحت المحكمة العليا أمرًا قضائيًا (writ) لـالتماس المراجعة (certiorari) لاستئناف ترمب. واستمعت المحكمة العليا إلى المرافعات الشفوية في 25 أبريل.
في 1 يوليو 2024، قضت المحكمة العليا بأنه فيما يتعلق بسلوك الرئيس أثناء فترة رئاسته، يتمتع الرؤساء السابقون "ببعض الحصانة من الملاحقة الجنائية" لأفعالهم "الرسمية"، ولكنهم "لا يتمتعون بأي حصانة" لأفعالهم "غير الرسمية".

#### الإجراءات الناتجة عن قرار الحصانة
أمر قرار المحكمة العليا القاضية تشوتكان بتطبيق حكمها لتحديد الأجزاء التي يمكن أن تستمر في لائحة الاتهام،  وتحديدًا لتحديد ما إذا كان كل فعل يعتبر تصرفًا رسميًا أو خاصًا؛ وما إذا كانت التصرفات الرسمية جزءًا من المهام الدستورية الأساسية؛ وما إذا كانت ملاحقة التصرفات الرسمية غير الأساسية قد تشكل أي "مخاطر من التدخل في سلطة ووظائف السلطة التنفيذية." وفقًا لقواعد المحكمة العليا، تم منح المدعين العامين شهرًا واحدًا لطلب إعادة النظر في القرار، مع عودة القضية إلى تشوتكان في 2 أغسطس 2024. كان بإمكان سميث تقديم التماس لتقصير هذه الفترة، لكنه اختار عدم القيام بذلك.
بعد عودة القضية إلى تشوتكان عقب حل نزاع الحصانة، طلبت من جميع الأطراف تقديم مقترحات لجدول زمني للإجراءات ما قبل المحاكمة بحلول 9 أغسطس 2024،  وحددت جلسة استماع في 16 أغسطس لتحديد كيفية المضي قدمًا في القضية. كما رفضت طلبًا قدمه ترمب في أكتوبر لرفض القضية على أساس قانوني. طلب المحامي الخاص تمديد الموعد النهائي إلى 30 أغسطس؛ ولم يعترض ترمب. (وقد التزم كلا الطرفين بهذا الموعد النهائي.)  تم تأجيل جلسة الاستماع التي كانت مطلوبة للتقرير إلى 5 سبتمبر.
قدم المحامي الخاص لائحة اتهام جديدة في 27 أغسطس 2024. وقد حذفت اللائحة الجديدة ذكر بعض الأنشطة المزعومة لترمب، بما في ذلك محاولاته لإشراك وزارة العدل في ادعاءاته بتزوير الانتخابات، حيث لم يعد يمكن استخدام هذه "التصرفات الرسمية" كدليل بعد قرار المحكمة العليا بشأن الحصانة.[بحاجة لمصدر] ومع ذلك، لم يتم إسقاط التهم الأربع الأصلية. وقد تم تقديم لائحة الاتهام الجديدة إلى هيئة محلفين كبرى جديدة لم تكن قد استمعت إلى الأدلة في القضية من قبل.
في 5 سبتمبر، عقدت القاضية تشوتكان أول جلسة استماع في القضية منذ قرار الحصانة. وكان الغرض من الجلسة هو تحديد ما إذا كان يمكن للمحاكمة أن تستمر، وبدء وضع جدول زمني للمحاكمة، وتحديد ما إذا كان يمكن للمدعين العامين استدعاء بنس وآخرين كشهود. وحددت موعدًا نهائيًا في 26 سبتمبر للمدعين العامين لتقديم مذكرتهم الافتتاحية التي ستشمل أدلة لم تُرَ من قبل مثل نصوص هيئة المحلفين الكبرى؛ حيث سعى محامو ترمب لتأجيل تقديم المذكرة حتى بعد انتخابات نوفمبر. وعلى الرغم من أن المذكرات عادةً لا يمكن أن تتجاوز 45 صفحة، إلا أن تشوتkan منحت سميث الإذن بتقديم ما يصل إلى 180 صفحة. وقد قدم مذكرة من 165 صفحة تحت ختم السرية. وطلب ترمب المزيد من التعديلات على النصوص. وفي 2 أكتوبر، أطلقت تشوتكان المذكرة علنًا. كما خططت لإطلاق المعروضات المختصرة المتعلقة بالمذكرة، ولكن في 10 أكتوبر، منحت ترمب أسبوعًا واحدًا للاستئناف ضد الإطلاق. ولم يستأنف، وتم إطلاق المعروضات المختصرة.

### القسم الأول من مذكرة سميث
يلخص القسم الأول الأدلة ويصف حجج المدعين العامين؛ بينما يناقش القسم الثاني ما يشكل "فعلًا رسميًا"؛ ويطبق القسم الثالث هذه المبادئ على قضية ترمب؛ ويحث القسم الرابع القاضية تشوتكان على الحكم بأن ترمب لا يتمتع بالحصانة لهذه الأفعال وأن يتم تقديمه للمحاكمة.
تم حذف أسماء 71 شخصًا، وتم تحديدهم فقط كـ P1 إلى P71. باستخدام معلومات تعريف أخرى، حددت نيويورك تايمز أن P1 هو ستيف بانون؛ وP4 هو جايسون ميلر؛ وP9 هو إريك هيرشمان؛ وP21 هو مارك ميدوز؛ وP45 هو دان سكافينو؛ وP52 هو بيل بار.

### إجراءات الإسقاط والتقرير
بعد انتخاب ترمب في نوفمبر 2024، قدم سميث طلبًا لرفض القضية دون تحيز، مستشهدًا بسياسة وزارة العدل بعدم محاكمة الرؤساء الحاليين. ووفقًا للتقارير، يخطط سميث للاستقالة قبل تولي ترمب منصبه. وفي 25 نوفمبر 2024، وافقت القاضية تشوتكان على الطلب وأسقطت التهم.
تأثر إطلاق تقرير المحامي الخاص سميث بإجراءات متوازية في قضية الوثائق السرية الفيدرالية. حيث أوقفت القاضية في تلك القضية، إيلين كانون، إطلاق التقرير بأكمله الذي يغطي كلا القضيتين حتى ثلاثة أيام بعد أن تصدر محكمة الاستئناف الدائرة الحادية عشرة حكمها في هذا الشأن. وقد رفضت المحكمة الطلب المعارض لإطلاق التقرير في 9 يناير 2025. وفي اليوم التالي، طلب سميث من كانون ومحكمة الاستئناف إزالة فترة الانتظار لمدة ثلاثة أيام، بينما طلب المدعى عليهم من كانون تمديدها. وردت كانون بطلب من الحكومة الرد بحلول صباح 12 يناير عما إذا كان أي شيء في جزء تقرير عرقلة الانتخابات له أي علاقة بالمدعى عليهم في قضية الوثائق السرية الجارية. وأخيرًا، تم إصدار التقرير في 14 يناير، حيث تم تقديم الأدلة المجمعة مع استنتاج أن وزارة العدل يمكن أن تحقق إدانة ناجحة. وقد استقال سميث قبل أيام قليلة من ذلك بعد انتهاء عمله.

## الشهود والأدلة المحتملة

### الادعاء
في 24 أكتوبر 2023، أبلغت ABC News وThe Guardian أن مصادر مجهولة ذكرت أن مارك ميدوز، رئيس موظفي البيت الأبيض السابق في إدارة ترمب، حصل على حصانة قانونية من جاك سميث مقابل شهادته تحت القسم، وقد أدلى بشهادته أمام هيئة المحلفين الكبرى. وفي اليوم التالي، أبلغت CBS News أن مصادر مجهولة ذكرت أن ميدوز يتعاون مع المدعين العامين وقد أدلى بشهادته أمام هيئة المحلفين الكبرى، لكنها لم تذكر أنه حصل على حصانة قانونية، بينما صرح محامي ميدوز لـCBS News أن تقرير ABC News كان "غير دقيق إلى حد كبير." في ردهم بتاريخ 25 أكتوبر على قرار وقف أمر التقييد، لم يتطرق الادعاء إلى صحة تقرير ABC News وأشار إلى منشور ترمب في Truth Social بتاريخ 24 أكتوبر حول التقرير الإخباري على أنه "رسالة تهديد واضحة لشاهد متوقع في هذه القضية."
في 5 ديسمبر، ادعت الحكومة في ملف قضائي أن ترمب "أرسل" أنصاره إلى مبنى الكابيتول. وقالت الحكومة إنها ستقدم أدلة تثبت "احتضان ترمب اللاحق للمتآمرين لبعض المشاركين العنيفين والمشهورين في أعمال الشغب"، مما يشير إلى "دوافعه ونواياه."
في ملف قضائي بتاريخ 5 ديسمبر، أكد مدعو سميث أن لديهم أدلة في رسائل نصية يوم الانتخابات بين موظف في حملة ترمب، وهو متآمر غير متهم في القضية، ومحامي حملة في ديترويت. وادعى المدعون أن ترمب ومتآمرين معه كانوا يعلمون أن بايدن كان يتقدم في نتائج ميشيغان وسعوا لإفسادها، مع تشجيع موظف الحملة على "أعمال الشغب وطرق أخرى للعرقلة." وادعى المدعون أنه في وقت الرسائل النصية، "قام عدد كبير من الأفراد غير المدربين بإغراق منشأة فرز الأصوات في ديترويت وبدأوا في تقديم اعتراضات غير شرعية وعدوانية على عملية الفرز."
في 11 ديسمبر، قدم المحامي الخاص مذكرة تشير إلى أنه سيقدم شاهدًا خبيرًا في المحاكمة قام باستخراج وفحص بيانات من هاتف ترمب خلال الأسابيع التي حاول فيها إفساد الانتخابات. وقد تم الحصول على البيانات من تويتر بموجب أمر تفتيش صادر في يناير 2023.
في 18 أكتوبر 2024، أصدر سميث ما يقرب من 2000 صفحة من الأدلة. وكانت معظم الصفحات محذوفة بالكامل. تضمن المجلد الأول مقتطفات من مقابلات أجرتها لجنة مجلس النواب الخاصة حول هجوم 6 يناير؛ والمجلد الثاني، منشورات على وسائل التواصل الاجتماعي؛ والمجلد الثالث، صورًا لشهادات الناخبين المزيفة الموقعة ونص مكالمة ترمب-رافينسبيرجر؛ والمجلد الرابع، مذكرات جون إيستمان حول خطة لرفض بنس التصديق، بالإضافة إلى تصريحات عامة ورسائل لجمع التبرعات.

### الدفاع
خلال مقابلات "فول جينسبيرغ" في 7 أغسطس 2023، أكد المحامي الجديد لترمب جون لورو أن "انتهاكًا تقنيًا للدستور ليس انتهاكًا للقانون الجنائي"، وبالتالي كان "من الخطأ تمامًا" أن ترمب ضغط على بنس لانتهاك القانون. وكان بنس قد صرح قبل أربعة أيام أن ترمب ومستشاريه ضغطوا عليه "بشكل أساسي لإلغاء الانتخابات".
في ملفين قضائيين في أواخر نوفمبر 2023، قدم محامو ترمب دفاعات محتملة. وألقوا باللوم على الحكومات الأجنبية، قائلين إن "الرئيس ترمب وآخرين تصرفوا بحسن نية" بناءً على أكاذيب في "حملات تضليل أجنبية سرية تتعلق بانتخابات 2020". وطلبوا من المحكمة اعتبار مكتب المدعي العام الأمريكي في واشنطن العاصمة، بالإضافة إلى وكالات أخرى، جزءًا من فريق الادعاء. (كان من شأن ذلك أن يبطئ القضية من خلال مطالبة تلك الوكالات بتقديم معلومات إلى المحكمة وتصوير لائحة الاتهام على أنها مدفوعة بدوافع سياسية.) كما اشتكى فريق ترمب من أن بعض شهود الادعاء قد يكون لديهم "تحيز سياسي" ضد ترمب.

## ردود الفعل

### المتهم
ردت حملة ترمب على لائحة الاتهام ببيان صحفي، متهمة الرئيس جو بايدن بالاضطهاد السياسي وادعاء أن ذلك يمثل تدخلًا في الانتخابات. وأصدرت حملة ترمب بيانًا وصفَت فيه لائحة الاتهام بأنها "تذكر بألمانيا النازية".
في مقابلة بثتها فوكس نيوز في 1 سبتمبر 2024، قال ترمب: "من سمع عن اتهام شخص بالتدخل في انتخابات رئاسية حيث لديه كل الحق في القيام بذلك؟" وأضاف أن "أرقام استطلاعاتي ترتفع" بسبب اتهامه بالتدخل. وقبل أسبوعين من فوز ترمب في انتخابات الرئاسة الأمريكية 2024، قال في مقابلة إذاعية إنه إذا تولى المنصب، "سأقوم بفصله [جاك سميث] في غضون ثانيتين."

### الجمهوريون المؤيدون للائحة الاتهام
- مايك بنس، الذي كان نائب رئيس ترمب وكان في ذلك الوقت يترشح أيضًا لترشيح الحزب الجمهوري في انتخابات الرئاسة الأمريكية 2024، أصدر بيانًا يدين ترمب بشدة، قائلًا إن هذه لائحة الاتهام "تذكير مهم بأن أي شخص يضع نفسه فوق الدستور لا ينبغي أن يكون رئيسًا للولايات المتحدة".[234] وفي مقابلة مع الصحفيين في معرض ولاية إنديانا في اليوم التالي، وسع تعليقاته، قائلًا إنه لم يكن بإمكانه إلغاء نتائج الانتخابات كنائب للرئيس.[235]
- قال المدعي العام الأمريكي السابق ويليام بار إن القضية ضد ترمب شرعية وأنه سيؤدي الشهادة إذا تم استدعاؤه.[236]
- آدم كينزينجر، عضو لجنة 6 يناير وممثل إلينوي السابق، غرد قائلًا إن "اليوم هو بداية العدالة" وأضاف أن ترمب "ورم سرطاني على ديمقراطيتنا".[237]
- قال حاكم نيوجيرسي السابق كريس كريستي، الذي كان يترشح لترشيح الحزب الجمهوري في انتخابات 2024 في ذلك الوقت، إن ترمب "أقسم على الولاء للدستور، وانتهك قسمه وجلب العار لرئاسته."[238]
- قال حاكم أركنساس السابق آسا هاتشينسون، الذي كان يترشح لترشيح الحزب الجمهوري في انتخابات 2024 في ذلك الوقت، إن "ترمب قد أزال أهليته لتولي أعلى منصب في البلاد مرة أخرى."[239]
- في 14 أغسطس 2023، قدم ما يقرب من عشرات القضاة والمسؤولين القانونيين الفيدراليين السابقين، الذين عينهم الجمهوريون، مذكرة صديق المحكمة (amicus brief) قائلين إنهم يوافقون على تاريخ المحاكمة المقترح من قبل جاك سميث في 2 يناير 2024.[240] وتنص المذكرة على أنه "لا توجد قضية أكثر أهمية تواجه أمريكا والشعب الأمريكي – ولعمل الديمقراطية نفسها – من ما إذا كان الرئيس السابق مذنبًا بتقويض انتخابات أمريكا وديمقراطيتها بشكل إجرامي للبقاء في السلطة [...]".[240]

### الجمهوريون المعارضون للائحة الاتهام
- رون دي سانتيس، حاكم فلوريدا الذي كان يترشح أيضًا لترشيح الحزب الجمهوري في انتخابات 2024، غرد قائلًا إنه "سيضع حدًا لتسييس الحكومة، وسيستبدل مدير مكتب التحقيقات الفيدرالي، وسيضمن معيارًا واحدًا للعدالة لجميع الأمريكيين" إذا تم انتخابه. كما أعرب عن اتفاقه مع ادعاء المتهم بأن التهم مدفوعة بدوافع سياسية. بالإضافة إلى ذلك، كان دي سانتيس قد أعرب سابقًا عن نيته العفو عن ترمب إذا فاز بالرئاسة.[241]
- كيفن مكارثي، رئيس مجلس النواب آنذاك، كتب على تويتر أن الجمهوريين في مجلس النواب "سيستمرون في الكشف عن الحقيقة حول 'بايدن إنك' ونظام العدالة ذي المستويين."[242]
- مع اقتراب الموعد النهائي في 30 سبتمبر لتمويل الحكومة للسنة المالية الجديدة التي تبدأ في 1 أكتوبر، اقترح بعض جمهوريي مجلس النواب استخدام سلطة المال لمحاولة إيقاف الملاحقات القضائية الفيدرالية والمحلية ضد ترمب، على الرغم من أن إغلاق الحكومة الفيدرالية لن يؤثر على الملاحقات.[243]

### الديمقراطيون المؤيدون للائحة الاتهام
- قال زعيم الأغلبية في مجلس الشيوخ تشاك شومر في بيان مشترك مع زعيم الديمقراطيين في مجلس النواب هاكيم جيفريز إن "لا أحد فوق القانون – بما في ذلك دونالد ترمب".[242]
- أعضاء مجلس النواب نانسي بيلوسي، خواكين كاسترو، ورشيدة طليب أيدوا أيضًا لائحة الاتهام.[242]
- بعد إعادة انتخاب ترمب في 2024، اشتكى رئيس لجنة القضاء السابق في مجلس النواب جيري نادلر من أن "ميريك غارلاند أضاع عامًا" قبل تعيين المحامي الخاص في أواخر 2022. على الرغم من أن غارلاند كان يمكن أن يتصرف بشكل أسرع باستخدام نفس الأدلة التي كانت تستخدمها لجنة 6 يناير في مجلس النواب، إلا أنه "بدأ الملاحقة القضائية فقط بعد أن أجبره تقرير لجنة 6 يناير والإحالة الجنائية على ذلك". وتخيل نادلر أنه لو بدأت الملاحقة في وقت مبكر، "لكان ترمب قد أدين وكنا سنحصل على رئيس مختلف الآن."[244]

### الحواشي
1. ↑  بدأت محاكمة المرأة من تكساس في 30 أكتوبر.[109][110]
2. ↑  وبالتالي، تمت إزالة الإشارات إلى جيفري كلارك كمتآمر رقم 4 من لائحة الاتهام.[73]

### الأعمال المقتبسة
- Bowden، Mark؛ Teague، Matthew (2022). The Steal: The Attempt to Overturn the 2020 Election and the People Who Stopped It. New York City: Grove Press. ISBN:978-0-802-15996-0.
- Leonnig، Carol؛ Rucker، Philip (2021). I Alone Can Fix It: Donald J. Trump's Catastrophic Final Year. New York City: بنغون رندم هاوس. ISBN:978-0-593-29895-4.

## روابط خارجية
- "شهود متعددون في قضايا ترمب الجنائية تلقوا فوائد مالية كبيرة من أعماله وحملته" 3 يونيو 2024 بواسطة ProPublica
- "الولايات المتحدة الأمريكية ضد دونالد ج. ترامب" (PDF). وزارة العدل الأمريكية. 1 أغسطس 2023. مؤرشف من الأصل (PDF) في 2023-12-10. اطلع عليه بتاريخ 2023-08-01 – عبر واشنطن بوست.
- Jack Smith (1 أغسطس 2023). بيان كامل من المحامي الخاص جاك سميث حول لائحة اتهام ترامب (مؤتمر صحفي). سي-سبان. مؤرشف من الأصل في 2024-12-26. اطلع عليه بتاريخ 2023-08-03 – عبر يوتيوب.
- التقرير النهائي حول تحقيقات وملاحقات المحامي الخاص، المجلد الأول
- ملف القضية الولايات المتحدة ضد ترمب، 1:23-cr-00257 (القضية الرئيسية)، (D.D.C.) على CourtListener.
- ملف القضية الولايات المتحدة ضد دونالد ترمب، 23-3190 (استئناف أمر التقييد)، (D.C. Cir.) على CourtListener.
- ملف القضية الولايات المتحدة ضد دونالد ترمب، 23-3228 (استئناف حصانة الرئيس)، (D.C. Cir.) على CourtListener.
- ملف القضية الولايات المتحدة ضد دونالد ترمب، 23A745 (استئناف حصانة الرئيس)، (SCOTUS)؛ أمر المحكمة العليا بمراجعة القضية
- تسجيلات المرافعات الشفوية في استئناف حصانة الرئيس أمام المحكمة العليا
- نص المرافعات الشفوية في استئناف حصانة الرئيس أمام المحكمة العليا
- قرار المحكمة العليا في استئناف حصانة الرئيس
- "الديمقراطية على المحك". Frontline. موسم 42. حلقة 11. بي بي إس. WGBH-TV. مؤرشف من الأصل في 2025-01-13. اطلع عليه بتاريخ 2024-02-03.
- Garvey، Todd (5 يوليو 2024). حصانة الرئيس من الملاحقة الجنائية في ترامب ضد الولايات المتحدة (Report). خدمة أبحاث الكونغرس. مؤرشف من الأصل في 2025-01-15. اطلع عليه بتاريخ 2024-07-10.
- Berris، Peter G. (10 يوليو 2024). فشر ضد الولايات المتحدة: المحكمة العليا تفسر نص العرقلة الفيدرالي بشكل ضيق في ملاحقات اقتحام الكابيتول (Report). خدمة أبحاث الكونغرس. مؤرشف من الأصل في 2024-12-20. اطلع عليه بتاريخ 2024-07-10.